# Római pápák listája

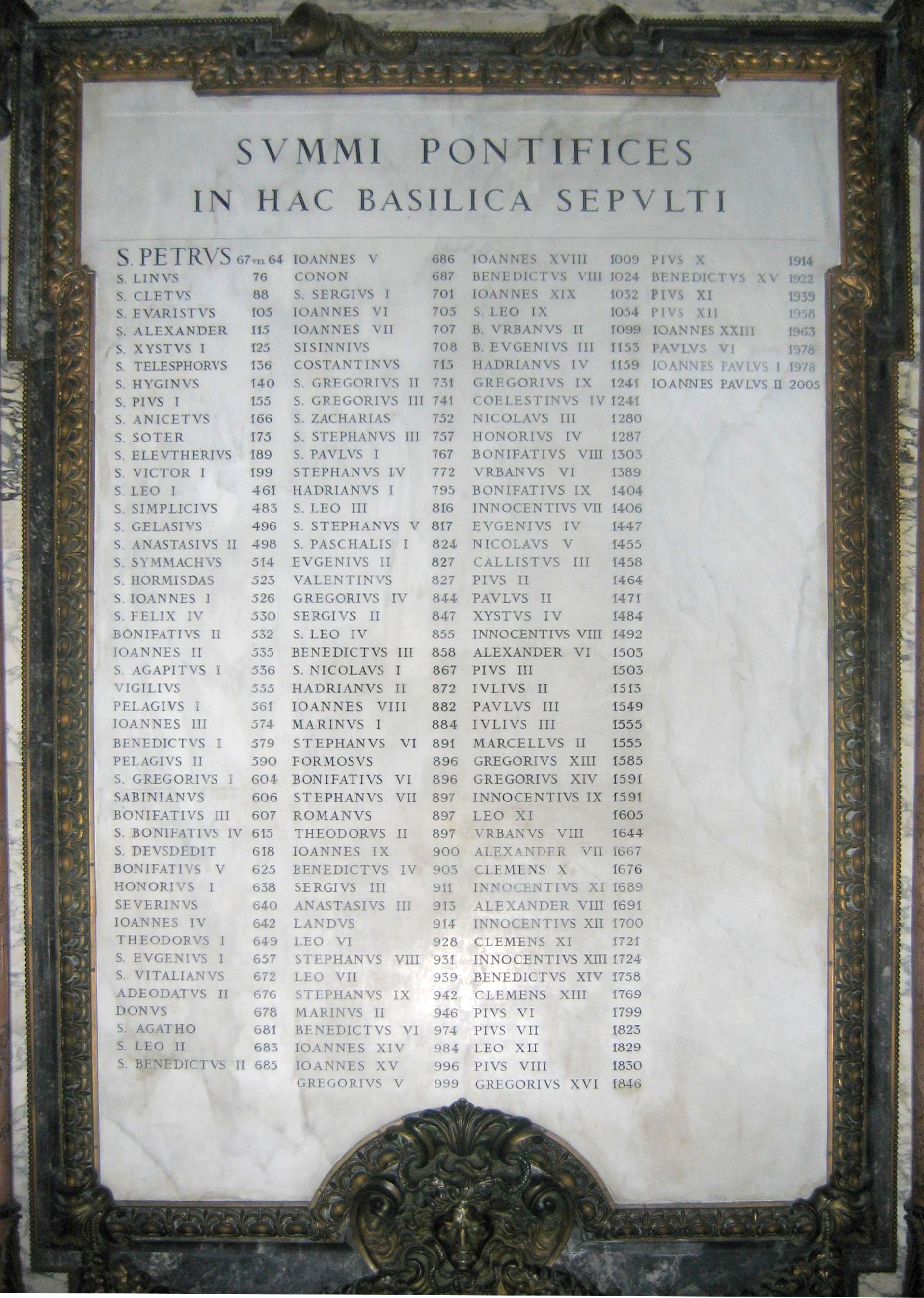
A Szent Péter-bazilika emléktáblája azokról a pápákról, akiket ott temettek el (nevük latinul és a temetkezés éve)

A római pápák listája tartalmazza a római katolikus egyházfőket, vagyis a pápákat, pontifikátusuk szerint időrendbe helyezve, valamint néhány róluk készített statisztikai táblázatot.
A pápa (a Római egyházmegye püspöke) (épp a Római Birodalom településhierarchiájából következően) már a korai kereszténység időszakában is kitüntetett szereppel rendelkezett. A Római Birodalom hanyatlása idején a pápák voltak Róma város vezetői. Az 5–8. század között a pápák a keletrómai császárok befolyása alatt álltak, személyüket a császár jelölte ki. Az Itáliában terjeszkedő longobárd állam ellen azonban a frank uralkodóknál találtak védelmet. 751-ben a pápa megerősítette Kis Pipint az erőszakkal szerzett frank trónon, ezért a frank király 754-ben megvédte a pápát a longobárdoktól, és az Itáliában meghódított területeket 756-ban a pápának adományozta (a pápai állam születése). 774-ben Nagy Károly elfoglalta Itáliát, s megerősítette Kis Pipin adományát.
A 9–11. század között a pápák a német-római császárok befolyása alatt álltak. 1054-ben a keresztény egyház keleti (ortodox egyház) és nyugati fele véglegesen elszakadt egymástól. 1059-től a német-római császár nem szólhatott bele a pápaválasztásba (bíborosi testület szerepe), de a pápáknak az egész 11–12. század során harcolniuk kellett a császári befolyás ellen. A 13. században volt a legnagyobb a pápák világi hatalma, amely a központosított rendi monarchiák (majd a nemzeti abszolutizmusok) kialakulásával és a reformációval egyre csökkent. (Ezzel párhuzamosan viszont a pápák növelték a római katolikus egyházon belüli hatalmukat, amely törekvések csúcspontja az 1870-ben elfogadott pápai tévedhetetlenség dogmája.) 1309–1377 között a pápák a pápai hűbérbirtoknak számító, de a francia király befolyása alatt álló Avignonban székeltek.
A Rómába való visszatérés (1378) egyházszakadással járt (római pápák, avignoni pápák, sőt 1409–1415 között pisai pápa is), amit 1417-ben a konstanzi zsinaton sikerült felszámolni. Az olasz nemzetállam kialakulásakor, 1870-ben a pápák elveszítették világi birtokaikat, a Pápai Állam megszűnt, a pápák jogi helyzete tisztázatlan volt. (A pápák önkéntes lateráni fogsága.) 1929-ben a lateráni egyezmény rendezte a pápák helyzetét, s így megszületett Vatikán Állam.

## Római pápák
Jelmagyarázat:
- † = vértanú

### Ókor

#### Egyházüldözések kora (33–314)
| Portré              | Magyar név és Szerzetesrend                                 | Pontifikátus                                  | Latin és Eredeti név                           | Származási hely és Ünnepnap       | Egyéb és Ellenpápa                                             |
| ------------------- | ----------------------------------------------------------- | --------------------------------------------- | ---------------------------------------------- | --------------------------------- | -------------------------------------------------------------- |
|                     | SZENT PÉTER † * Kr. e. 1 † 67. június 29.                   | 1. 33–67 ? VI. 29. (34 év)                    | Petrus Simon (bar Jóna)/ Kéfás                 | Bétszaida (Palesztina) június 29. | Jézus apostola. Katolikus hagyomány szerint Róma első püspöke. |
|                     | SZENT LINUSZ † * ? † 76/79                                  | 2. 67–76/79 (12 év)                           | Linus —                                        | Tuscia (Itália) szeptember 23.    |                                                                |
|                     | SZENT I. ANAKLÉT † * ? † 90 körül                           | 3. 76/79–88/90/92 (12–13 év)                  | Anacletus/Clētus Anaklétosz/ Kletosz           | Róma április 26.                  |                                                                |
|                     | SZENT I. KELEMEN † * ? † 100 körül                          | 4. 88/90/92–97/99/101 (9 év)                  | Clemēns —                                      | ? november 23.                    |                                                                |
|                     | SZENT EVARISZTOSZ † (?) * ? † 105/107                       | 5. 97/99/101–105/107 (6–8 év)                 | Evaristus Arisztosz                            | görög október 26.                 |                                                                |
|                     | SZENT I. SÁNDOR † * ? † 115/116                             | 6. 105/107–115/116 (10 év)                    | Alexander —                                    | ? május 3.                        |                                                                |
|                     | SZENT I. SZIXTUSZ * ? † 125                                 | 7. 115/116–125 (9–10 év)                      | Sixtus —                                       | ? április 6.                      |                                                                |
|                     | SZENT TELESZPHOROSZ † * ? † 136/138                         | 8. 125–136/138 (11–13 év)                     | Telesphorus Teleszphorosz                      | görög január 2.                   |                                                                |
|                     | SZENT HÜGINOSZ † * ? † 140/142                              | 9. 136/138–140/142 (4 év)                     | Hyginus Hüginosz                               | görög január 11.                  |                                                                |
|                     | SZENT I. PIUSZ † (?) * ? † 155                              | 10. 140/142–155 (13–15 év)                    | Pius —                                         | Aquileia július 11.               |                                                                |
|                     | SZENT ANICÉT † * ? † 166                                    | 11. 155–166 (11 év)                           | Anicetus Anikétosz                             | szír április 17.                  |                                                                |
|                     | SZENT SZÓTÉR † * ? † 175                                    | 12. 166–175 (9 év)                            | Soterius —                                     | Fundi (Itália) április 22.        |                                                                |
|                     | SZENT ELEUTHEROSZ † (?) * ? † 189                           | 13. 175–189 (14 év)                           | Eleutherius —                                  | Nikopolisz május 6.               |                                                                |
|                     | SZENT I. VIKTOR † * ? † 199                                 | 14. 189–199 (10 év)                           | Victor —                                       | Africa július 28.                 |                                                                |
|                     | SZENT ZEFIRIN * ? † 217                                     | 15. 199–217 (18 év)                           | Zephyrinus —                                   | Róma augusztus 26.                |                                                                |
|                     | SZENT I. KALLIXTUSZ † (?) * ? † 222                         | 16. 217–222 (5 év)                            | Callistus —                                    | ? október 14.                     | - Szent Hippolütosz † (217–235)                                |
|                     | SZENT I. ORBÁN † * ? † 230                                  | 17. 222–230 (8 év)                            | Urbanus —                                      | Róma május 25.                    | - Szent Hippolütosz (217–235)                                  |
|                     | SZENT PONTIÁNUSZ † * ? † 235. szeptember 28.                | 18. 230–235 VII. 21. IX. 28. (5 év, 3 hónap)  | Pontianus —                                    | ? augusztus 13.                   | - Szent Hippolütosz (217–235)                                  |
|                     | SZENT ANTERÓSZ * ? † 236. január 3.                         | 19. 235–236 XI. 21. I. 3. (1 hónap)           | Anterus Anterosz                               | görög január 3.                   |                                                                |
|                     | SZENT FÁBIÁN † * ? † 250. január 20.                        | 20. 236–250 I. 10. I. 20. (14 év)             | Fabianus —                                     | ? január 20.                      |                                                                |
|                     | SZENT KORNÉL * ? † 253 júniusa                              | 21. 251–253 III. VI. (2 év, 3 hónap)          | Cornelius —                                    | ? szeptember 16.                  | - Novatianus (251–258)                                         |
|                     | SZENT I. LUCIUSZ † (?) * ? † 254. március 5.                | 22. 253–254 VI. 25. III. 5. (7 hónap)         | Lucius —                                       | ? március 4.                      | - Novatianus (251–258)                                         |
|                     | SZENT I. ISTVÁN † * ? † 257. augusztus 2.                   | 23. 254–257 V. 12. VI. 2. (3 év, 2 hónap)     | Stephanus —                                    | ? augusztus 2.                    | - Novatianus (251–258)                                         |
|                     | SZENT II. SZIXTUSZ † * ? † 258. augusztus 6.                | 24. 257–258 VIII. 30. VIII. 6. (11 hónap)     | Sixtus Secundus Xystus                         | ? augusztus 6.                    | - Novatianus (251–258)                                         |
| Interregnum 258–259 |                                                             |                                               |                                                |                                   |                                                                |
|                     | SZENT DÉNES * ? † 268. december 26.                         | 25. 259–268 VII. 22. XII. 26. (9 év, 5 hónap) | Dionysius Dionüsziosz                          | görög december 26.                |                                                                |
|                     | SZENT I. FÉLIX † (?) * ? † 274. december 30.                | 26. 269–274 I. 5. XII. 30. (~6 év)            | Felix —                                        | ? december 30.                    |                                                                |
|                     | SZENT EUTÜKHIANOSZ † (?) * ? † 283. december 7.             | 27. 275–283 I. 4. XII. 7. (8 év, 11 hónap)    | Eutychianus Eutükhianosz                       | Tuscia, Luni december 8.          |                                                                |
|                     | SZENT KÁJUSZ † * ? † 296. április 22.                       | 28. 283–296 XII. 17. IV. 22. (12 év, 4 hónap) | Caius —                                        | Dalmácia április 22.              |                                                                |
|                     | SZENT MARCELLINUSZ † * ? † 304. április 26.                 | 29. 296–304 VI. 30. IV. 26. (7 év, ~10 hónap) | Marcellinus —                                  | ? április 26.                     | Az első római püspök, akit pápának hívtak.[forrás?]            |
| Interregnum 304–308 |                                                             |                                               |                                                |                                   |                                                                |
|                     | SZENT I. MARCELL * ? † 309. január 16.                      | 30. 308–309 V. I. 16. (8 hónap)               | Marcellus —                                    | ? január 16.                      |                                                                |
|                     | SZENT EUSZEBIOSZ † (?) * ? † 310. szeptember 26.            | 31. 309 IV. 18. VIII. 17. (~4 hónap)          | Eusebius Euszebiosz                            | görög szeptember 26.              | Száműzték.                                                     |
| Interregnum 309–311 |                                                             |                                               |                                                |                                   |                                                                |
|                     | SZENT MILTIADÉSZ más néven MELKIADÉSZ * ? † 314. január 10. | 32. 311–314 VII. 2. I. 10. (2 év, 6 hónap)    | Miltiades / Melchiades Miltiadész / Melkiadész | Africa január 10.                 |                                                                |

#### Dogmatikaiviták kora (314–701)
| Portré                             | Magyar név és Szerzetesrend                                            | Pontifikátus                                   | Latin és Eredeti név                        | Származási hely és Ünnepnap          | Egyéb és Ellenpápa |
| ---------------------------------- | ---------------------------------------------------------------------- | ---------------------------------------------- | ------------------------------------------- | ------------------------------------ | --- |
|                                    | SZENT I. SZILVESZTER * ? † 335. december 31.                           | 33. 314–335 I. 31. XII. 31. (21 év, 11 hónap)  | Silvester —                                 | Róma december 31.                    | |
|                                    | SZENT MÁRK * ? † 336. október 7.                                       | 34. 336 I. 18. X. 7. (8 hónap)                 | Marcus —                                    | ? október 7.                         | |
|                                    | SZENT I. GYULA * ? † 352. április 12.                                  | 35. 337–352 II. 6. IV. 12. (15 év, 2 hónap)    | Iulius —                                    | ? április 12.                        | |
|                                    | SZENT LIBÉRIUSZ * ? † 366. szeptember 24.                              | 36. 352–366 V. 17. IX. 24. (14 év, 4 hónap)    | Liberius —                                  | ? szeptember 23.                     | - II. Félix (355–356) |
|                                    | SZENT I. DAMÁZ * 306 † 384. december 11.                               | 37. 366–384 X. 1. XII. 11. (18 év, 2 hónap)    | Damasus —                                   | Hispania december 11.                | - Ursinus (366–367) |
|                                    | SZENT SZIRICIUSZ * 334 † 399. november 26.                             | 38. 384–399 XII. 17. XI. 26. (14 év, 11 hónap) | Papa SIRICIUS —                             | Róma november 26.                    | Az első római püspök, aki használta a pápa címet. |
|                                    | SZENT I. ANASZTÁZ * ? † 401. december 19.                              | 39. 399–401 XI. 27. XII. 19. (2 év, ~1 hónap)  | Papa ANASTASIUS —                           | ? március 27.                        | |
|                                    | SZENT I. INCE * ? † 417. március 12.                                   | 40. 401–417 XII. 22. III. 12. (15 év, 2 hónap) | Papa INNOCENTIUS Innocens                   | Albanum március 12.                  | Valószínűleg I. Anasztáz fia. |
|                                    | SZENT ZÓSZIMOSZ * ? † 418. december 26.                                | 41. 417–418 III. 18. XII. 26. (1 év, 9 hónap)  | Papa ZOSIMUS Zoszimosz                      | görög december 27.                   | |
|                                    | SZENT I. BONIFÁC * ? † 422. szeptember 4.                              | 42. 418–422 XII. 29. IX. 4. (3 év, 8 hónap)    | Papa BONIFACIUS —                           | Róma október 25.                     | - Eulalius (418–419) |
|                                    | SZENT I. CELESZTIN szerzetes * ? † 432. július 27.                     | 43. 422–432 IX. 10. VII. 27. (9 év, 10 hónap)  | Papa COELESTINUS —                          | Campania április 6.                  | |
|                                    | SZENT III. SZIXTUSZ * ? † 440. augusztus 18.                           | 44. 432–440 VII. 31. VIII. 18. (8 év)          | Papa SIXTUS Tertius Xystus                  | Róma augusztus 19.                   | |
|                                    | SZENT I. LEÓ * kb. 406 † 461. november 10.                             | 45. 440–461 IX. 29. XI. 10. (21 év, 1 hónap)   | Papa LEO —                                  | Tuscia november 10., április 11.     | Ismertebb nevén Nagy Szent Leó. |
|                                    | SZENT HILÁR * ? † 468. február 29.                                     | 46. 461–468 XI. 19. II. 29. (6 év, 3 hónap)    | Papa HILARIUS —                             | szárd, Caralis november 17.          | |
|                                    | SZENT SZIMPLICIUSZ * ? † 483. március 10.                              | 47. 468–483 III. 3. III. 10. (15 év)           | Papa SIMPLICIUS —                           | Tivoli, Tibur március 10.            | |
|                                    | SZENT III. FÉLIX * ? † 492. március 1.                                 | 48. 483–492 III. 13. III. 1. (8 év, 11 hónap)  | Papa FELIX Tertius Felix Anicius            | ? március 1.                         | Más számozás szerint II. Félix. |
|                                    | SZENT I. GELÁZ * kb. 410 † 496. november 21.                           | 49. 492–496 III. 1. XI. 19. (4 év, 8 hónap)    | Papa GELASIUS —                             | Africa november 21.                  | Máshol november 21. van megadva a halála napjának. |
|                                    | II. ANASZTÁZ * ? † 498. november 19.                                   | 50. 496–498 XI. 24. XI. 19. (~2 év)            | Papa ANASTASIUS Secundus Anastasius         | Róma —                               | Az első nem szentté avatott pápa. |
|                                    | SZENT SZÜMMAKHOSZ * ? † 514. július 19.                                | 51. 498–514 XI. 22. VII. 19. (15 év, ~8 hónap) | Papa SYMMACHUS —                            | Szardínia július 19.                 | - Lőrinc (498–506) |
|                                    | SZENT HORMISZDASZ * ? † 523. augusztus 6.                              | 52. 514–523 VII. 20. VIII. 6. (9 év)           | Papa HORMISDUS Hormisdus                    | Frusino augusztus 6.                 | |
|                                    | SZENT I. JÁNOS † * ? † 526. május 18.                                  | 53. 523–526 VIII. 13. V. 18. (2 év, 9 hónap)   | Papa IOANNES Ioannes                        | Tuscia május 18.                     | |
|                                    | SZENT IV. FÉLIX * ? † 530. szeptember 11.                              | 54. 526–530 VII. 13. IX. 11. (4 év, ~2 hónap)  | Papa FELIX Quartus Felix                    | Samnium január 30.                   | Más számozás szerint III. Félix. |
|                                    | II. BONIFÁC * ? † 532. október 17.                                     | 55. 530–532 IX. 22. X. 17. (2 év, ~1 hónap)    | Papa BONIFACIUS Secundus Bonifacius         | germán, Róma —                       | - Dioszkurosz (530) |
|                                    | II. JÁNOS * ? † 535. május 8.                                          | 56. 533–535 I. 2. V. 8. (2 év, 4 hónap)        | Papa IOANNES Secundus Mercurius             | Róma —                               | Az első pápa, aki megváltoztatja eredeti – pogány hangzású – nevét. A névváltoztatás azonban 955-ig csak elszigetelt jelenség marad.                                                                             |
|                                    | SZENT I. AGAPÉT * ? † 536. április 22.                                 | 57. 535–536 V. 13. IV. 22. (11 hónap)          | Papa AGAPETUS Agapetus                      | Róma április 22., szeptember 20.     | |
|                                    | SZENT SZILVÉRIUSZ † * ? † 537. december 2.                             | 58. 536–537 VI. 8. III. 11. (8 hónap)          | Papa SILVERIUS —                            | Campania június 20.                  | Hormiszdasz fia. A bizánci udvar erőszakkal száműzte 537 márciusában, de csak november 11-én mondott le. Vigilius törvényes pápasága voltaképpen innentől kezdődik. Szilvériusz csak a következő évben halt meg. |
|                                    | VIGILIUSZ * ? † 555. június 7.                                         | 59. 537–555 III. 29. VI. 7. (18 év, 2 hónap)   | Papa VIGILIUS —                             | Róma —                               | |
| Interregnum 555–556                |                                                                        |                                                |                                             |                                      | |
|                                    | I. PELÁGIUSZ * ? † 561. március 4.                                     | 60. 556–561 IV. 16. III. 4. (4 év, 10 hónap)   | Papa PELAGIUS —                             | Róma —                               | |
|                                    | III. JÁNOS * ? † 574. július 13.                                       | 61. 561–574 VII. 17. VII. 13. (~13 év)         | Papa IOANNES Tertius Catelinus              | Róma —                               | |
| Interregnum 574–575                |                                                                        |                                                |                                             |                                      | |
|                                    | I. BENEDEK * ? † 579. július 30.                                       | 62. 575–579 VI. 2. VII. 30. (4 év, ~2 hónap)   | Papa BENEDICTUS Benedictus                  | Róma —                               | |
|                                    | II. PELÁGIUSZ * ? † 590. február 7.                                    | 63. 579–590 XI. 26. II. 7. (10 év, 2 hónap)    | Papa PELAGIUS Secundus Pelagius             | gót, Róma —                          | |
|                                    | SZENT I. GERGELY O.S.B. * kb. 540 † 604. március 12.                   | 64. 590–604 IX. 3. III. 12. (13 év, 6 hónap)   | Papa GREGORIUS Gregorius Anicius            | Róma március 12., majd szeptember 3. | Ismertebb nevén Nagy Szent Gergely. |
|                                    | SZABINIÁNUSZ * ? † 606. február 22.                                    | 65. 604–606 IX. 13. II. 22. (1 év, 5 hónap)    | Papa SABINIANUS —                           | Blera —                              | |
| Interregnum 606–607                |                                                                        |                                                |                                             |                                      | |
|                                    | III. BONIFÁC * ? † 607. november 12.                                   | 66. 607 II. 19. XI. 12. (~9 hónap)             | Papa BONIFACIUS Tertius Bonifacius          | görög, Róma —                        | |
| Interregnum 607–608                |                                                                        |                                                |                                             |                                      | |
|                                    | SZENT IV. BONIFÁC O.S.B. * ? † 615. május 25.                          | 67. 608–615 VIII. 25. V. 8. (6 év, 8 hónap)    | Papa BONIFACIUS Quartus Bonifacius          | Marruvium május 25.                  | |
|                                    | SZENT I. ADEODÁT más néven DEUSDEDIT * ? † 618. november 8.            | 68. 615–618 X. 19. XI. 8. (3 év)               | Papa ADEODATUS / Papa DEUSDEDIT Deusdedit   | Róma november 8.                     | |
|                                    | V. BONIFÁC * ? † 625. október 25.                                      | 69. 619–625 XII. 23. X. 25. (5 év, 10 hónap)   | Papa BONIFACIUS Quintus Bonifacius          | Nápoly —                             | Már 618-ban megválasztották. |
|                                    | I. HONORIUSZ * ? † 638. október 12.                                    | 70. 625–638 X. 27. X. 12. (12 év, 11 hónap)    | Papa HONORIUS Honorius                      | Campania —                           | |
|                                    | SZEVERIN * ? † 640. augusztus 2.                                       | 71. 638–640 X. 30. VIII. 2. (1 év, 9 hónap)    | Papa SEVERINUS —                            | Róma —                               | |
|                                    | IV. JÁNOS * ? † 642. október 12.                                       | 72. 640–642 XII. 24. X. 12. (1 év, 9 hónap)    | Papa IOANNES Quartus Ioannes                | dalmát, Zára —                       | |
|                                    | I. THEODÓROSZ * 607/612 † 649. május 14.                               | 73. 642–649 XI. 24. V. 14. (6 év, 5 hónap)     | Papa THEODORUS Theodórosz                   | görög, Jeruzsálem —                  | |
|                                    | SZENT I. MÁRTON † * kb. 590 † 655. szeptember 16.                      | 74. 649–653 VII. VI. 17. (~4 év)               | Papa MARTINUS Martinus                      | Todi november 12.                    | 653. június 17-én száműzték, de Rómában hamarosan új pápát választottak a monotheléta bizánci erőszak kivédésére. Jenő pápát tehát – szigorúbb értelmezés szerint – elődjének haláláig ellenpápának tarthatjuk.  |
|                                    | SZENT I. JENŐ * ? † 657. június 2.                                     | 75. 654–657 VIII. 10. VI. 2. (2 év, ~10 hónap) | Papa EUGENIUS Eugenius                      | Róma június 2.                       | |
|                                    | SZENT VITALIÁNUSZ * ? † 672. január 27.                                | 76. 657–672 VII. 30. I. 27. (14 év, ~6 hónap)  | Papa VITALIANUS —                           | Segni január 27.                     | |
|                                    | II. ADEODÁT más néven II. DEUSDEDIT O.S.B. * kb. 621 † 676. június 17. | 77. 672–676 IV. 11. VI. 17. (4 év, 2 hónap)    | Papa ADEODATUS/DEUSDEDIT Secundus Deusdedit | Róma —                               | |
|                                    | DONUSZ * ? † 678. április 11.                                          | 78. 676–678 XI. 2. IV. 11. (1 év, 5 hónap)     | Papa DONUS —                                | Róma —                               | |
|                                    | SZENT AGATON O.S.B.M. * 577/578 † 681. január 10.                      | 79. 678–681 VI. 27. I. 10. (2 év, 6 hónap)     | Papa AGATHO Agathon                         | Palermo január 10.                   | |
|                                    | SZENT II. LEÓ O.S.B. * 611 † 683. július 3.                            | 80. 681–683 XII. VII. 3. (1 év, 7 hónap)       | Papa LEO Secundus Leo                       | Szicília július 3.                   | |
|                                    | SZENT II. BENEDEK * ? † 685. május 8.                                  | 81. 684–685 VI. 26. V. 8. (10 hónap)           | Papa BENEDICTUS Secundus Benedictus Savelli | Róma május 7.                        | Már 683-ban megválasztották. |
|                                    | V. JÁNOS * ? † 686. augusztus 2.                                       | 82. 685–686 VII. 12. VIII. 2. (1 év)           | Papa IOANNES Quintus Ioannes                | szír, Antiokheia —                   | |
|                                    | KONON * ? † 687. szeptember 21.                                        | 83. 686–687 X. 21. IX. 22. (11 hónap)          | Papa CONON Conon                            | trák (?) —                           | |
| - Theodórosz (687) - Paszkál (683) |                                                                        |                                                |                                             |                                      | |
|                                    | SZENT I. SZERGIUSZ * ? † 701. szeptember 7.                            | 84. 687–701 XII. 15. IX. 7. (13 év, ~9 hónap)  | Papa SERGIUS —                              | szír, Szicília szeptember 9.         | |

### Középkor

#### Nyugat és kelet elkülönülése (701–1048)
| Portré                                             | Magyar név és Szerzetesrend                            | Pontifikátus                                      | Latin és Eredeti név                                          | Származási hely és Ünnepnap  | Egyéb és Ellenpápa |
| -------------------------------------------------- | ------------------------------------------------------ | ------------------------------------------------- | ------------------------------------------------------------- | ---------------------------- | --- |
|                                                    | VI. JÁNOS O.S.B. * ? † 705. január 11.                 | 85. 701–705 X. 30. I. 11. (3 év, 2 hónap)         | Papa IOANNES Sextus Ioannes                                   | görög —                      | |
|                                                    | VII. JÁNOS * ? † 707. október 18.                      | 86. 705–707 III. 1. X. 18. (2 év, 7 hónap)        | Papa IOANNES Septumus Ioannes                                 | görög —                      | |
|                                                    | SZISZINNIUSZ * ? † 708. február 4.                     | 87. 708 I. 15. II. 4. (20 nap)                    | Papa SISINNIUS —                                              | szír —                       | |
|                                                    | KONSTANTIN * 664 † 715. április 9.                     | 88. 708–715 III. 25. IV. 9. (7 év)                | Papa CONSTANTINUS Constantinus                                | szír —                       | |
|                                                    | SZENT II. GERGELY * 669 † 731. február 11.             | 89. 715–731 V. 19. II. 11. (15 év, ~8 hónap)      | Papa GREGORIUS Secundus Gregorius                             | Róma február 11.             | |
|                                                    | SZENT III. GERGELY O.S.B. * 690 k. † 741. november 28. | 90. 731–741 III. 18. XI. 28. (10 év, 8 hónap)     | Papa GREGORIUS Tertius Gregorius                              | Szíria november 28.          | |
|                                                    | SZENT ZAKARIÁS O.S.B. * 679 † 752. március 15.         | 91. 741–752 XII. 3. III. 22. (10 év, 3 hónap)     | Papa ZACHARIAS Zacharias                                      | görög, Calabria március 15.  | |
|                                                    | SZENT II. ISTVÁN * ? † 752. március 25.                | 92. 752 III. 23. III. 25. (2 nap)                 | Papa Scelga STEPHANUS Stephanus                               | Róma ???                     | Legitimitása kérdéses. Megválasztották pápának, de 4 nap múlva, még püspökké szentelése előtt meghalt. Mivel az akkori kánonjog szerint a pápaság a konszekráció kezdetétől számított, ezért őt a régi, és az új hivatalos katalógusok sem veszik számba, viszont néhányan őt is pápának tekintik. Emiatt az István nevű pápáknál kétféle számozás lehetséges. |
|                                                    | II. (III.) ISTVÁN * 714/715 † 757. április 26.         | 93. 752–757 III. 26. IV. 26. (5 év, 1 hónap)      | Papa STEPHANUS Secundus Stephanus                             | Róma —                       | |
|                                                    | SZENT I. PÁL * ? † 767. június 28.                     | 94. 757–767 V. 29. VI. 28. (10 év, ~1 hónap)      | Papa PAULUS Paulus                                            | Róma június 28.              | II. (III.) István fivére. - (II.) Konstantin (767–768) - Fülöp (768) |
|                                                    | III. (IV.) ISTVÁN O.S.B. * kb. 723 † 772. január 24.   | 95. 768–772 VIII. 1. I. 24. (3 év, ~6 hónap)      | Papa STEPHANUS Tertius Stephanus                              | Siracusa —                   | |
|                                                    | I. ADORJÁN * 712 † 795. december 25.                   | 96. 772–795 II. 1. XII. 25. (23 év, ~11 hónap)    | Papa HADRIANUS Hadrianus                                      | Róma —                       | |
|                                                    | SZENT III. LEÓ O.S.B. * kb. 750 † 816. június 12.      | 97. 795–816 XII. 26. VI. 12. (20 év, 5 hónap)     | Papa LEO Tertius Leo, Azupius fia                             | Róma június 12.              | |
|                                                    | IV. (V.) ISTVÁN * kb. 770/780 † 817. január 24.        | 98. 816–817 VI. 16. I. 24. (6 hónap)              | Papa STEPHANUS Quartus Stephanus, Marinus Colonna fia         | Róma —                       | |
|                                                    | SZENT I. PASZKÁL O.S.B. * kb. 775 † 824. február 11.   | 99. 817–824 I. 25. II. 11. (7 év)                 | Papa PASCHALIS Paschalis dei Massimi                          | Róma május 14.               | |
|                                                    | II. JENŐ * ? † 827. augusztus 27.                      | 100. 824–827 V. 8. VIII. 27. (3 év, 3 hónap)      | Papa EUGENIUS Secundus Eugenius, Boemundus fia                | Róma —                       | |
|                                                    | BÁLINT * ? † 827. november 16.                         | 101. 827 VIII. 27. XI. 16. (2 hónap)              | Papa VALENTINUS Valentinus                                    | Róma —                       | |
|                                                    | IV. GERGELY O.S.B. * ? † 844. január 25.               | 102. 827–844 XII. 20. I. 25. (16 év, 1 hónap)     | Papa GREGORIUS Quartus Gregorius                              | Róma —                       | |
|                                                    | II. SZERGIUSZ * 785/795 † 847. január 27.              | 103. 844–847 I. 25. I. 27. (3 év)                 | Papa SERGIUS Secundus —                                       | Róma —                       | - (VIII.) János (844) |
|                                                    | SZENT IV. LEÓ O.S.B. * ? † 855. július 17.             | 104. 847–855 I. 27. VII. 17. (8 év, 5 hónap)      | Papa LEO Quartus Leo, Raduald fia                             | longobárd, Róma július 17.   | |
|                                                    | III. BENEDEK * ? † 858. április 17.                    | 105. 855–858 VII.-a IV. 17. (2 év, 9 hónap)       | Papa BENEDICTUS Tertius Benedictus                            | Róma —                       | - Johanna papissa VIII. János (855–858) – Egy 13. századi legenda szerint IV. Leó után VIII. János néven egy nő került a pápai trónra. Valójában nem létezett. - (III.) Anasztáz (855) |
|                                                    | SZENT I. MIKLÓS * 819 † 867. november 13.              | 106. 858–867 IV. 24. XI. 13. (9 év, 6 hónap)      | Papa NICOLAUS Nicholaus, Theodorus fia                        | Róma november 13.            | |
|                                                    | II. ADORJÁN * 792 † 872. december 14.                  | 107. 867–872 XI. 13. XII. 14. (5 év, 1 hónap)     | Papa HADRIANUS Secundus Hadrianus                             | Róma —                       | |
|                                                    | VIII. JÁNOS * kb. 820 † 882. december 16.              | 108. 872–882 XII. 14. XII. 16. (10 év)            | Papa IOANNES Octavus Ioannes                                  | longobárd?, Róma —           | |
|                                                    | II. MÁRTON más néven I. MARINUS * ? † 884. május 15.   | 109. 882–884 XII. 16. V. 15. (1 év, ~5 hónap)     | Papa MARINUS Marinus                                          | Gallese, Toszkána —          | |
|                                                    | SZENT III. ADORJÁN O.S.B. * ? † 885. szeptember 15.    | 110. 884–885 V. 17. IX. 15. (1 év, ~4 hónap)      | Papa HADRIANUS Tertius Hadrianus                              | Róma július 8.               | |
|                                                    | V. (VI.) ISTVÁN * ? † 891. szeptember 14.              | 111. 885–891 IX-e. IX. 14. (6 év)                 | Papa STEPHANUS Quintus Stephanus                              | Róma —                       | |
|                                                    | FORMÓZUSZ * 815/816 † 896. április 4.                  | 112. 891–896 IX.-e IV. 4. (4 év, 7 hónap)         | Papa FORMOSUS Formosus                                        | Porto —                      | |
|                                                    | VI. BONIFÁC * 805. december 13. † 896. április 26.     | 113. 896 IV. 10. IV. 26. (16 nap)                 | Papa BONIFACIUS Sextus Bonifacius                             | Róma —                       | |
|                                                    | VI. (VII.) ISTVÁN * ? † 897. augusztus 14.             | 114. 896–897 V.-a VIII. 14. (1 év, 3 hónap)       | Papa STEPHANUS Sextus Stephanus, Iohannes fia                 | Róma —                       | |
|                                                    | ROMÁNUSZ * ? † 897 novembere                           | 115. 897 VIII.-a XI.-e (3 hónap)                  | Papa ROMANUS Romanus, Constantinus fia                        | Gallese —                    | II. Márton unokaöccse. |
|                                                    | II. THEODÓROSZ * ? † 897. december 20.                 | 116. 897 XII.-e XII. 20. (20 nap)                 | Papa THEODORUS Secundus Theodórosz, Fótiosz fia               | görög, Róma —                | |
|                                                    | IX. JÁNOS O.S.B. * ? † 900. január 5.                  | 117. 898–900 XII.-e I. 5. (1 év)                  | Papa IOANNES Nonus Ioannes, Rapaldus fia                      | Tivoli —                     | |
|                                                    | IV. BENEDEK * ? † 903 júliusa                          | 118. 900–903 II. 1. VII.-a (3 év, 5 hónap)        | Papa BENEDICTUS Quartus Benedictus                            | Róma —                       | |
|                                                    | V. LEÓ * ? † 904 februárja                             | 119. 903 VII.-a IX.-e (2 hónap)                   | Papa LEO Quintus Leo                                          | Ardea (település) —          | - Kristóf (903–904) |
|                                                    | III. SZERGIUSZ * kb. 860/870 † 911. április 14.        | 121. 904–911 I.-ja IV. 11. (7 év, 3 hónap)        | Papa SERGIUS Tertius Sergius                                  | Róma —                       | |
|                                                    | III. ANASZTÁZ * ? † 913 júniusa                        | 122. 911–913 IV.-a VI.-a (2 év, 2 hónap)          | Papa ANASTASIUS Tertius Anastasius, Lucianus fia              | Róma —                       | |
|                                                    | LANDO * ? † 914 februárja vagy márciusa                | 123. 913–914 VII./VIII. II./III. (7 hónap)        | Papa LANDO Lando                                              | longobárd, Magliano Sabina — | Más névváltozattal Landon. |
|                                                    | X. JÁNOS * kb. 860 † 929                               | 124. 914–928 III.-a V.-a (14 év, 2 hónap)         | Papa IOANNES Decimus Ioannes                                  | Imola —                      | |
|                                                    | VI. LEÓ * ? † 928 decembere                            | 125. 928 V. 28. XII.-e (7 hónap)                  | Papa LEO Sextus Leo                                           | Róma —                       | |
|                                                    | VII. (VIII.) ISTVÁN * ? † 931. március 15.             | 126. 928–931 XII.-e III. 15. (2 év, 3 hónap)      | Papa STEPHANUS Septimus Stephanus, Theudemund fia             | Róma —                       | |
|                                                    | XI. JÁNOS * 901/906 † 935 decembere                    | 127. 931–935 III.-a XII.-e (4 év, 9 hónap)        | Papa IOANNES Undecimus Ioannes, Alberich és Marózia fia       | Róma —                       | III. Szergiusz lehetséges fia. |
|                                                    | VII. LEÓ O.S.B. * ? † 939. július 13.                  | 128. 936–939 <smallI. 3. VII. 13. (3 év, 6 hónap) | Papa LEO Septimus Leo                                         | Róma —                       | |
|                                                    | VIII. (IX.) ISTVÁN * IX. század vége † 942 októbere    | 129. 939–942 VII. 14. X.-e (3 év, 3 hónap)        | Papa STEPHANUS Octavus Stephanus                              | Róma —                       | |
|                                                    | III. MÁRTON más néven II. MARINUSZ * ? † 946. május 1. | 130. 942–946 X. 30. V. 1. (3 év, 6 hónap)         | Papa MARINUS Secundus Marinus                                 | Róma —                       | |
|                                                    | II. AGAPÉT * ? † 955. november 8.                      | 131. 946–955 V. 10. XI. 8. (9 év, ~6 hónap)       | Papa AGAPETUS Secundus Agapetus                               | Róma —                       | |
|                                                    | XII. JÁNOS * 937 † 964. május 14.                      | 132. 955–963 XII. 16. XI. 6. (7 év, 10 hónap)     | Papa IOANNES Duodecimus Octavianus                            | Tusculum —                   | XI. János unokaöccse. |
|                                                    | VIII. LEÓ * ? † 965. március 1.                        | 133. 963–965 XII. 4. III. 1. (1 év, ~3 hónap)     | Papa LEO Octavus Leo                                          | Róma —                       | 964. március 4-én lemondatták. |
|                                                    | V. BENEDEK * ? † 966. július 4.                        | 134. 964 V. 22. VI. 23. (1 hónap)                 | Papa BENEDICTUS Quintus Benedictus (Grammaticus)              | Róma —                       | Lemondatták. |
|                                                    | XIII. JÁNOS * 938 † 972. szeptember 6.                 | 135. 965–972 IX.-e IX. 6. (7 év)                  | Papa IOANNES Tertius Decimus Ioannes, Ioannes és Theodora fia | Róma —                       | XIII. János után egyes katalógusok II. Donust említik, de ő egy nemlétező személy, félreértés szülöttje. A VI. Benedek pápa neve előtt szereplő „Domnus” (Dominus) szót személyesítették meg. A hivatalos katalógusokból hiányzik. |
|                                                    | VI. BENEDEK O.S.B. * ? † 974. július 8.                | 136. 973–974 IX.-e VII. 8. (10 hónap)             | Papa BENEDICTUS Sextus Benedictus, Hildebrand fia             | germán, Róma —               | Lemondatták, majd meggyilkolták. |
| - (VII.) Bonifác (1x, 974)                         |                                                        |                                                   |                                                               |                              | |
|                                                    | VII. BENEDEK * ? † 983. július 10.                     | 137. 974–983 IX.-e VII. 10. (8 év, 10 hónap)      | Papa BENEDICTUS Septimus Benedictus                           | Róma —                       | |
|                                                    | XIV. JÁNOS * ? † 984. augusztus 20.                    | 138. 983–984 XI.-e VIII. 20. (9 hónap)            | Papa IOANNES Quartus Decimus Petrus Campanora                 | Pavia —                      | |
| - (VII.) Bonifác (2x, 984–985) - (XV.) János (985) |                                                        |                                                   |                                                               |                              | |
|                                                    | XV. JÁNOS * ? † 996. április 1.                        | 139. 985–996 VIII.-a IV. 1. (10 év, 8 hónap)      | Papa IOANNES Quintus Decimus Ioannes, Leó presbiter fia       | Róma —                       | |
|                                                    | V. GERGELY * 969/972 † 999. február 18.                | 140. 996–999 V. 3. II. 18. (2 év, 9 hónap)        | Papa GREGORIUS Quintus Bruno, Ottó herceg fia                 | szász, Karintia —            | - (XVI.) János (997–998) |
|                                                    | II. SZILVESZTER O.S.B. * 938 † 1003. május 12.         | 141. 999–1003 III.-a V. 12. (4 év, 2 hónap)       | Papa SILVESTER Secundus Gerbert d'Aurillac                    | francia, Auvergne —          | |
|                                                    | XVII. JÁNOS * ? † 1003. november 6.                    | 142. 1003 V. 16. XI. 6. (5 hónap)                 | Papa IOANNES Septimus Decimus Johannes Sicco                  | Róma —                       | |
|                                                    | XVIII. JÁNOS O.S.B. * ? † 1009. július 18.             | 143. 1003–1009 XII. 25. VII. 18. (5 év, ~7 hónap) | Papa IOANNES Duodevicesimus Johannes Fasano                   | Rapagnano —                  | Halála előtt (önként?) szerzetessé lett. |
|                                                    | IV. SZERGIUSZ * ? † 1012. május 12.                    | 144. 1009–1012 VII.-a V. 12. (2 év, 10 hónap)     | Papa SERGIUS Quartus Pietro Osporci                           | Luni, Rómához közel —        | IV. Szergiusz pápától kezdődik az a hagyomány, hogy megválasztásuk után a pápák rendszerint – néhány kivétellel – új nevet vesznek fel. |
|                                                    | VIII. BENEDEK * kb. 970 † 1024. április 9.             | 145. 1012–1024 V. 13. IV. 9. (11 év, ~11 hónap)   | Papa BENEDICTUS Octavus II. Theophylactus, Tusculum grófja    | Róma/Tusculum —              | - VI. Gergely (1012) |
|                                                    | XIX. JÁNOS * kb. 975 † 1032. október 20.               | 146. 1024–1032 V. 14. X. 20. (8 év, 5 hónap)      | Papa IOANNES Undevicesimus Romanus, Tusculum grófja           | Róma —                       | VIII. Benedek fivére. |
|                                                    | IX. BENEDEK * 1012 † 1055/1085                         | 147. 1032–1044 X. 21. IX.-e (11 év, 11 hónap)     | Papa BENEDICTUS Nonus III. Theophylactus, Tusculum grófja     | Róma —                       | XIX. János unokaöccse. Első uralkodása. Elűzték trónjáról. IX. Benedek pápa elmozdításait többen nem tekintik törvényesnek, ezért a közbülső pápák szerintük voltaképpen ellenpápák. A hagyományos katalógusok sorszámba veszik őket, így a hivatalos katalógus is megőrizte ezt a számozást.                                                                  |
|                                                    | III. SZILVESZTER * ? † 1063 októbere                   | 148. 1045 I. 15. III. 10. (~2 hónap)              | Papa SILVESTER Tertius Johannes                               | Róma —                       | Legitimitása megkérdőjelezhető. |
|                                                    | IX. BENEDEK (2x)                                       | 147. 1045 III. 10. V. 1. (~2 hónap)               | Papa BENEDICTUS Nonus III. Theophylactus, Tusculum grófja     | Róma —                       | Második trónra lépése, pénzért lemondott. |
|                                                    | VI. GERGELY * ? † 1047 novembere                       | 149. 1045–1046 V. 1. XII. 20. (1 év, 7 hónap)     | Papa GREGORIUS Sextus Johannes Gratianus                      | Róma —                       | Lemondatták. |
|                                                    | II. KELEMEN * kb. 1005 † 1047. október 9.              | 150. 1046–1047 XII. 24. X. 9. (9 hónap)           | Papa CLEMENS Secundus Suitger Moresleven                      | szász, Hornburg —            | |
|                                                    | IX. BENEDEK (3x)                                       | 147. 1047–1048 XI. 8. VI. 16. (8 hónap)           | Papa BENEDICTUS Nonus III. Theophylactus, Tusculum grófja     | Róma —                       | Harmadik uralkodása, ismét lemondatták. Egyes források szerint 1055 körül halt meg, más változat szerint egészen 1085-ig élt. |
|                                                    | II. DAMÁZ * ? † 1048. augusztus 9.                     | 151. 1048 VII. 17. VIII 9. (23 nap)               | Papa DAMASUS Secundus Poppo                                   | bajor, Tirol —               | Már 1047. december 25-én megválasztották, de csak 1048 júliusától uralkodott ténylegesen. |

#### Virágzó középkor – A pápaság „fénykora” (1049–1304)
| Portré                | Címer | Magyar név és Szerzetesrend                                             | Pontifikátus                                       | Latin és Eredeti név                                          | Származási hely és Ünnepnap     | Egyéb és Ellenpápa                                                                                        |
| --------------------- | ----- | ----------------------------------------------------------------------- | -------------------------------------------------- | ------------------------------------------------------------- | ------------------------------- | --- |
|                       | —     | SZENT IX. LEÓ * 1002. június 21. † 1054. április 19. (51 év)            | 152. 1048–1054 XII.-e IV. 19. (5 év, 4 hónap)      | Papa LEO Nonus Brúnó, Egisheim-Dagsburg grófja                | német, Elzász április 19. (?)   | 1054: latin-görög egyházszakadás kezdete.                                                                 |
| Interregnum 1054–1055 |       |                                                                         |                                                    |                                                               |                                 | |
|                       | —     | II. VIKTOR * 1017/1018 † 1057. július 28. (39/40 év)                    | 153. 1055–1057 IV. 13. VII. 28. (2 év, 3 hónap)    | Papa VICTOR Secundus Gebhard, Dollnstein-Hirschberg grófja    | német, Nordgau —                | |
|                       | —     | IX. (X.) ISTVÁN O.S.B. * kb. 1020 † 1058. március 29. (kb. 40 év)       | 154. 1057–1058 VIII. 2. III. 29. (~8 hónap)        | Papa STEPHANUS Nonus Frigyes, Lotaringia hercege              | német, Lotaringia —             | - X. Benedek (1058–1059)                                                                                  |
|                       | —     | II. MIKLÓS * kb. 990/995 † 1061. július 27. (kb. 65/70 év)              | 155. 1058–1061 XII. 28. VII. 27. (2 év, ~7 hónap)  | Papa NICOLAUS Secundus Gerhard                                | francia, Chevron —              | |
|                       | —     | II. SÁNDOR * kb. 1010/1015 † 1073. április 21. (kb. 60 év)              | 156. 1061–1073 IX. 30. IV. 21. (11 év, ~7 hónap)   | Papa ALEXANDER Secundus Anselmus                              | Baggio —                        | - II. Honoriusz (1061–1072)                                                                               |
|                       | —     | SZENT VII. GERGELY O.S.B. * 1028/1029 † 1085. május 25. (kb. 56/57 év)  | 157. 1073–1085 IV. 22. V. 25. (12 év, 1 hónap)     | Papa GREGORIUS Septimus Hildebrand, Sovana grófja             | longobárd (?), Sovana május 25. | - III. Kelemen (1080–1100)                                                                                |
| Interregnum 1085–1086 |       |                                                                         |                                                    |                                                               |                                 | |
|                       | —     | BOLDOG III. VIKTOR O.S.B. * 1026/1027 † 1087. szeptember 16. (60/61 év) | 158. 1086–1087 V. 24. IX. 16. (1 év, ~4 hónap)     | Papa VICTOR Tertius Desiderius (Dauferius?)                   | Benevento szeptember 16.        | - III. Kelemen (1080–1100)                                                                                |
| Interregnum 1087–1088 |       |                                                                         |                                                    |                                                               |                                 | |
|                       | —     | BOLDOG II. ORBÁN O.S.B. * 1042 † 1099. július 29. (57 év)               | 159. 1088–1099 III. 12. VII. 29. (11 év, 4 hónap)  | Papa URBANUS Secundus Otto Chatillon (de Lagery)              | francia, Lagery július 29.      | Ő hirdette meg 1095-ben az első keresztes hadjáratot. - III. Kelemen (1080–1100)                          |
|                       | —     | II. PASZKÁL O.S.B. * kb. 1050 † 1118. január 21. (kb. 70 év)            | 160. 1099–1118 VIII. 13. I. 21. (18 év, 5 hónap)   | Papa PASCHALIS Secundus Raniero di Bieda; Rainerius           | Ravenna —                       | - III. Kelemen (1080–1100) - Theoderich (1100–1102) - Albert (1102) - IV. Szilveszter (1105–1111)         |
|                       | —     | II. GELÁZ O.S.B. * kb. 1060/1064 † 1119. január 29. (kb. 55/59 év)      | 161. 1118–1119 I. 24. I. 29. (1 év)                | Papa GELASIUS Secundus Johannes (Giovanni Coniulo)            | Gaeta —                         | - VIII. Gergely (1118–1121)                                                                               |
|                       | —     | II. KALLIXTUSZ * kb. 1050 † 1124. december 13. (kb. 75 év)              | 162. 1119–1124 II. 1. XII. 13. (5 év, 10 hónap)    | Papa CALLISTUS Secundus Guido, Burgundia grófja               | Burgundia —                     | - VIII. Gergely (1118–1121)                                                                               |
|                       | —     | II. HONORIUSZ * 1036 † 1130. február 13. (94 év)                        | 163. 1124–1130 XII. 15. II. 13. (5 év, ~2 hónap)   | Papa HONORIUS Secundus Lamberto Scannabecchi; Osztiai Lambert | Imola —                         | - II. Celesztin (1124)                                                                                    |
|                       | —     | II. INCE * 1081. november 26. † 1143. szeptember 24. (61 év)            | 164. 1130–1143 II. 14. IX. 24. (13 év, 7 hónap)    | Papa INNOCENTIUS Secundus Gregorio Papareschi                 | Róma —                          | - II. Anaklét (1130–1138) - IV. Viktor (1138)                                                             |
|                       | —     | II. CELESZTIN * kb. 1085 † 1144. március 8. (kb. 60 év)                 | 165. 1143–1144 IX. 25. III. 8. (5 hónap)           | Papa COELESTINUS Secundus Guido di Castello                   | Toszkána —                      | |
|                       | —     | II. LUCIUSZ * kb. 1095 † 1145. február 15. (kb. 50 év)                  | 166. 1144–1145 III. 12. II. 15. (11 hónap)         | Papa LUCIUS Secundus Gerardo Caccianemici dal Orso            | Bologna —                       | |
|                       | —     | BOLDOG III. JENŐ O.Cist. * 1100. november 25. † 1153. július 8. (52 év) | 167. 1145–1153 II. 15. VII. 8. (8 év, ~5 hónap)    | Papa EUGENIUS Tertius Bernardo Pignatelli di Montemagno       | Pisa július 8.                  | |
|                       | —     | IV. ANASZTÁZ * 1073 † 1154. december 3. (81 év)                         | 168. 1153–1154 VII. 9. XII. 3. (1 év, ~5 hónap)    | Papa ANASTASIUS Quartus Conrado della Suburra                 | Róma —                          | |
|                       | —     | IV. ADORJÁN O.S.A. * kb. 1100 † 1159. szeptember 1. (kb. 60 év)         | 169. 1154–1159 XII. 4. IX. 1. (4 év, ~9 hónap)     | Papa HADRIANUS Quartus Nicholas Breakspear                    | angol, Bath —                   | |
|                       | —     | III. SÁNDOR * 1100/1105 † 1181. augusztus 30. (kb. 80 év)               | 170. 1159–1181 IX. 7. VIII. 30. (~22 év)           | Papa ALEXANDER Tertius Rolando Bandinelli                     | Siena —                         | - IV. Viktor (1159–1164) - III. Paszkál (1164–1168) - III. Kallixtusz (1168–1178) - III. Ince (1179–1180) |
|                       | —     | III. LUCIUSZ O.Cist. * 1097 † 1185. november 25. (88 év)                | 171. 1181–1185 IX. 1. XI. 25. (4 év, ~3 hónap)     | Papa LUCIUS Tertius Ubaldo Allucingoli                        | Lucca —                         | |
|                       | —     | III. ORBÁN * kb. 1120 † 1187. október 20. (kb. 65/70 év)                | 172. 1185–1187 XI. 25. X. 20. (1 év, ~11 hónap)    | Papa URBANUS Tertius Uberto Crivelli                          | Milánó —                        | |
|                       | —     | VIII. GERGELY * 1108 † 1187. december 17. (79 év)                       | 173. 1187 X. 21. XII. 17. (~2 hónap)               | Papa GREGORIUS Octavus Alberto de Morra                       | Benevento —                     | |
|                       | —     | III. KELEMEN * kb. 1130 † 1191. március 20. (kb. 60 év)                 | 174. 1187–1191 XII. 19. III. 20. (3 év, 3 hónap)   | Papa CLEMENS Tertius Paulino Scolari                          | Róma —                          | |
|                       | —     | III. CELESZTIN * 1106 † 1198. január 8. (92 év)                         | 175. 1191–1198 III. 21. I. 8. (6 év, 9 hónap)      | Papa COELESTINUS Tertius Giacinto Bobone Orsini               | Róma —                          | |
|                       |       | III. INCE * 1160. november 23. † 1216. július 16. (55 év)               | 176. 1198–1216 I. 8. VII. 16. (18 év, 6 hónap)     | Papa INNOCENTIUS Tertius Lothario di Segni                    | Gravignano —                    | |
|                       |       | III. HONORIUSZ * 1148 † 1227. március 18. (79 év)                       | 177. 1216–1227 VII. 18. III. 18. (10 év, 8 hónap)  | Papa HONORIUS Tertius Cencio Savelli                          | Róma —                          | |
|                       |       | IX. GERGELY * 1167 † 1241. augusztus 22. (74 év)                        | 178. 1227–1241 III. 19. VIII. 22. (14 év, 5 hónap) | Papa GREGORIUS Nonus Ugolino di Segni                         | Anagni —                        | III. Ince unokaöccse.                                                                                     |
|                       |       | IV. CELESZTIN O.Cist. * 1187 † 1241. november 10. (54 év)               | 179. 1241 X. 25. XI. 10. (17 nap)                  | Papa COELESTINUS Quartus Goffredo Castiglioni                 | Milánó —                        | |
| Interregnum 1241–1243 |       |                                                                         |                                                    |                                                               |                                 | |
|                       |       | IV. INCE * kb. 1195 † 1254. december 7. (kb. 60 év)                     | 180. 1243–1254 VI. 25. XII. 7. (11 év, 5 hónap)    | Papa INNOCENTIUS Quartus Sinibaldo Fieschi di Lavagna         | Genova —                        | |
|                       |       | IV. SÁNDOR O.S.B. * 1199 † 1261. május 25. (62 év)                      | 181. 1254–1261 XII. 12. V. 25. (6 év, 5 hónap)     | Papa ALEXANDER Quartus Rinaldo di Ienne di Segni              | Anagni —                        | IX. Gergely unokaöccse.                                                                                   |
|                       |       | IV. ORBÁN * kb. 1195 † 1264. október 2. (kb. 69 év)                     | 182. 1261–1264 VIII. 29. X. 2. (3 év, 1 hónap)     | Papa URBANUS Quartus Jacques Pantaléon                        | francia, Troyes —               | |
|                       |       | IV. KELEMEN * 1202. november 23. † 1268. november 29. (66 év)           | 183. 1265–1268 II. 5. XI. 29. (3 év, ~10 hónap)    | Papa CLEMENS Quartus Gui Faucoi le Gros                       | francia, Saint-Gilles —         | |
| Interregnum 1268–1271 |       |                                                                         |                                                    |                                                               |                                 | |
|                       |       | BOLDOG X. GERGELY O.Cist. * 1210 † 1276. január 10. (66 év)             | 184. 1271–1276 IX. 1. I. 10. (4 év, 4 hónap)       | Papa GREGORIUS Decimus Tebaldo Visconti                       | Piacenza január 10.             | |
|                       |       | BOLDOG V. INCE O.P. * 1224 † 1276. június 22. (52 év)                   | 185. 1276 I. 21. VI. 22. (5 hónap)                 | Papa INNOCENTIUS Quintus Pierre de Tarentaise                 | francia, Savoy június 22.       | |
|                       |       | V. ADORJÁN * kb. 1215 † 1276. augusztus 18. (kb. 60 év)                 | 186. 1276 VII. 11. VIII. 18. (1 hónap)             | Papa HADRIANUS Quintus Ottobuono Fieschi dí Lavagna           | Genova —                        | IV. Ince unokaöccse.                                                                                      |
|                       |       | XXI. JÁNOS * 1210–1220 k. † 1277. május 20. (kb. 60/70 év)              | 187. 1276–1277 IX. 8. V. 20. (8 hónap)             | Papa IOANNES Vicesimus Primus Pietro Juliani (Ispano)         | portugál, Lisszabon —           | Az első portugál pápa.                                                                                    |
|                       |       | III. MIKLÓS O.S.B. * kb. 1216 † 1280. augusztus 22. (64 év)             | 188. 1277–1280 XI. 25. VIII. 22. (2 év, ~9 hónap)  | Papa NICOLAUS Tertius Giovanni Gaetano Orsini                 | Róma —                          | |
|                       |       | IV. MÁRTON * kb. 1220 † 1285. március 28. (kb. 65 év)                   | 189. 1281–1285 II. 22. III. 28. (4 év, 1 hónap)    | Papa MARTINUS Quartus Simone de Brion                         | francia, Touraine —             | |
|                       |       | IV. HONORIUSZ * kb. 1210 † 1287. április 3. (kb. 77 év)                 | 190. 1285–1287 IV. 2. IV. 3. (2 év)                | Papa HONORIUS Quartus Giacomo Savelli                         | Róma —                          | |
| Interregnum 1287–1288 |       |                                                                         |                                                    |                                                               |                                 | |
|                       |       | IV. MIKLÓS O.F.M. * 1227. szeptember 30. † 1292. április 4. (64 év)     | 191. 1288–1292 II. 22. IV. 4. (4 év, 1 hónap)      | Papa NICOLAUS Quartus Girolamo Masci                          | Ascoli —                        | |
| Interregnum 1292–1294 |       |                                                                         |                                                    |                                                               |                                 | |
|                       |       | SZENT V. CELESZTIN O.S.B.Coel. * 1209/1215 † 1296. május 19. (81/87 év) | 192. 1294 VII. 5. XII. 15. (5 hónap)               | Papa COELESTINUS Quintus Pietro del Morone (Murrone)          | Molise május 19.                | |
|                       |       | VIII. BONIFÁC * kb. 1235 † 1303. október 11. (kb. 68 év)                | 193. 1294–1303 XII. 24. X. 11. (8 év, 9 hónap)     | Papa BONIFACIUS Octavus Benedetto Gaetani                     | Anagni —                        | |
|                       |       | BOLDOG XI. BENEDEK O.P. * kb. 1240 † 1304. július 7. (kb. 64 év)        | 194. 1303–1304 X. 22. VII. 7. (8 hónap)            | Papa BENEDICTUS Undecimus Niccolò Boccasini                   | Treviso július 7.               | |
| Interregnum 1304–1305 |       |                                                                         |                                                    |                                                               |                                 | |

#### Késő középkor –Avignon,konciliarizmus(1305–1447)
| Portré                | Címer | Magyar név és Szerzetesrend                                          | Pontifikátus                                                 | Latin és Eredeti név                                  | Származási hely és Ünnepnap | Egyéb és Ellenpápa                                                                                  |
| --------------------- | ----- | -------------------------------------------------------------------- | ------------------------------------------------------------ | ----------------------------------------------------- | --------------------------- | --------------------------------------------------------------------------------------------------- |
|                       |       | V. KELEMEN * 1264 † 1314. április 20. (50 év)                        | 195. 1305–1314 VI. 5. IV. 20. (8 év, 10 hónap) AVIGNONBAN    | Papa CLEMENS Quintus Bertrand du Got                  | francia, Gascogne —         | 1309-től Avignonban pápa.                                                                           |
| Interregnum 1314–1316 |       |                                                                      |                                                              |                                                       |                             | |
|                       |       | XXII. JÁNOS * 1244/1249 † 1334. december 4. (85/90 év)               | 196. 1316–1334 VIII. 7. XII. 4. (18 év, ~4 hónap) AVIGNONBAN | Papa IOANNES Vicesimus Secundus Jacques Duèse         | francia, Cahors —           | - V. Miklós (1328–1330)                                                                             |
|                       |       | XII. BENEDEK O.Cist. * 1280/1285 † 1342. április 25. (kb. 60 év)     | 197. 1334–1342 XII. 20. IV. 25. (7 év, 4 hónap) AVIGNONBAN   | Papa BENEDICTUS Duodecimus Jacques De Noveau Fournier | francia, Saverdun —         | |
|                       |       | VI. KELEMEN O.S.B. * 1291 † 1352. december 6. (61 év)                | 198. 1342–1352 V. 7. XII. 6. (10 év, ~7 hónap) AVIGNONBAN    | Papa CLEMENS Sextus Pierre Roger                      | francia, Limoges —          | |
|                       |       | VI. INCE * 1282 † 1362. szeptember 12. (80 év)                       | 199. 1352–1362 XII. 18. IX. 12. (9 év, ~9 hónap) AVIGNONBAN  | Papa INNOCENTIUS Sextus Étienne Aubert                | francia, Beyssac —          | |
|                       |       | BOLDOG V. ORBÁN O.S.B. * 1309/1310 † 1370. december 19. (kb. 60 év)  | 200. 1362–1370 IX. 28. XII. 19. (8 év, ~3 hónap) AVIGNONBAN  | Papa URBANUS Quintus Guillaume de Grimoard            | francia, Languedoc —        | |
|                       |       | XI. GERGELY * 1329 † 1378. március 27. (49 év)                       | 201. 1370–1378 XII. 30. III. 26. (7 év, ~3 hónap) AVIGNONBAN | Papa GREGORIUS Undecimus Pierre Roger de Beaufort     | francia, Limoges —          | VI. Kelemen unokaöccse. 1377-ben visszatért Rómába.                                                 |
|                       |       | VI. ORBÁN * kb. 1318 † 1389. október 15. (kb. 71 év)                 | 202. 1378–1389 IV. 8. X. 15. (11 év, 6 hónap)                | Papa URBANUS Sextus Bartolomeo Prignano               | Nápoly —                    | - VII. Kelemen (1378–1394, Avignon)                                                                 |
|                       |       | IX. BONIFÁC * kb. 1356 † 1404. október 1. (48 év)                    | 203. 1389–1404 XI. 2. X. 1. (14 év, ~11 hónap)               | Papa BONIFACIUS Nonus Pietro Tomacelli                | Nápoly —                    | - VII. Kelemen (1378–1394, Avignon) - XIII. Benedek (1394–1423, Avignon)                            |
|                       |       | VII. INCE * 1336 † 1406. november 6. (70 év)                         | 204. 1404–1406 X. 17. XI. 6. (2 év)                          | Papa INNOCENTIUS Septimus Cosma Migliorati            | Sulmona —                   | - XIII. Benedek (1394–1423, Avignon)                                                                |
|                       |       | XII. GERGELY * 1326/1327 † 1417. október 18. (90/91 év)              | 205. 1406–1415 XI. 30. VII. 4. (8 év, 7 hónap)               | Papa GREGORIUS Duodecimus Angelo Correr               | Velence —                   | - XIII. Benedek (1394–1423, Avignon) - V. Sándor (1409–1410, Pisa) - XXIII. János (1410–1415, Pisa) |
| Interregnum 1415–1417 |       |                                                                      |                                                              |                                                       |                             | |
|                       |       | V. MÁRTON * 1369 januárja vagy februárja † 1431. február 20. (62 év) | 206. 1417–1431 XI. 11. II. 20. (13 év, 3 hónap)              | Papa MARTINUS Quintus Oddone Colonna                  | Róma —                      | - XIII. Benedek (1394–1423) - VIII. Kelemen (1423–1429) - XIV. Benedek (1425–1430)                  |
|                       |       | IV. JENŐ O.S.A. * 1383 † 1447. február 23. (64 év)                   | 207. 1431–1447 III. 3. II. 23. (~16 év)                      | Papa EUGENIUS Quartus Gabriele Condulmer              | Velence —                   | XII. Gergely unokaöccse. - V. Félix (1439–1449)                                                     |

### Újkor

#### Reneszánsz,reformáció(1447–1644)
| Portré | Címer | Magyar név és Szerzetesrend                                               | Pontifikátus                                        | Latin és Eredeti név                                                          | Származási hely és Ünnepnap | Egyéb és Ellenpápa                |
| ------ | ----- | ------------------------------------------------------------------------- | --------------------------------------------------- | ----------------------------------------------------------------------------- | --------------------------- | --------------------------------- |
|        |       | V. MIKLÓS * 1397. november 15. † 1455. március 24. (57 év)                | 208. 1447–1455 III. 6. III. 24. (8 év)              | Papa NICOLAUS Quintus Tommaso Parentucelli                                    | Sarzana, Liguria —          |                                   |
|        |       | III. KALLIXTUSZ * 1378. december 31. † 1458. augusztus 6. (79 év)         | 209. 1455–1458 IV. 8. VIII. 6. (3 év, ~4 hónap)     | Papa CALLISTUS Tertius Alfonso de Borgia                                      | katalán, Xàtiva, Valencia — |                                   |
|        |       | II. PIUSZ * 1405. október 18. † 1464. augusztus 15. (58 év)               | 210. 1458–1464 VIII. 19. VIII. 15. (~6 év)          | Papa PIUS Secundus Enea Silvio Piccolomini                                    | Siena —                     |                                   |
|        |       | II. PÁL * 1417. február 23. † 1471. július 26. (54 év)                    | 211. 1464–1471 VIII. 30. VII. 26. (6 év, ~11 hónap) | Papa PAULUS Secundus Pietro Barbo                                             | Velence —                   | IV. Jenő unokaöccse.              |
|        |       | IV. SZIXTUSZ O.F.M.Conv. * 1414. július 21. † 1484. augusztus 12. (70 év) | 212. 1471–1484 VIII. 9. VIII. 12. (13 év)           | Papa XYSTUS Quartus Francesco della Rovere                                    | Savona —                    | A Sixtus-kápolna építtetője.      |
|        |       | VIII. INCE * 1432. július 25. † 1492. július 25. (60 év)                  | 213. 1484–1492 VIII. 29. VII. 25. (7 év, ~11 hónap) | Papa INNOCENTIUS Octavus Gian Battista Cybo                                   | görög, Genova —             |                                   |
|        |       | VI. SÁNDOR * 1431. január 1. † 1503. augusztus 18. (72 év)                | 214. 1492–1503 VIII. 11. VIII. 18. (11 év)          | Papa ALEXANDER Sextus Rodrigo de Borgia                                       | katalán, Xàtiva, Valencia — | III. Kallixtusz unokaöccse.       |
|        |       | III. PIUSZ * 1439. május 29. † 1503. október 18. (64 év)                  | 215. 1503 IX. 22. X. 18. (~1 hónap)                 | Papa PIUS Tertius Francesco Todeschini Piccolomini                            | Siena —                     | II. Piusz unokaöccse.             |
|        |       | II. GYULA * 1443. december 5. † 1513. február 21. (69 év)                 | 216. 1503–1513 X. 31. II. 21. (9 év, ~4 hónap)      | Papa IULIUS Secundus Giuliano della Rovere                                    | Albisola —                  | IV. Szixtusz unokaöccse.          |
|        |       | X. LEÓ * 1475. december 21. † 1521. december 1. (45 év)                   | 217. 1513–1521 III. 9. XII. 1. (8 év, ~9 hónap)     | Papa LEO Decimus Giovanni di Lorenzo de' Medici                               | Firenze —                   |                                   |
|        |       | VI. ADORJÁN * 1459. március 2. † 1523. szeptember 14. (64 év)             | 218. 1522–1523 I. 9. IX. 14. (1 év, 8 hónap)        | Papa HADRIANUS Sextus Adriaan Dedel                                           | holland, Utrecht —          | Az első holland pápa.             |
|        |       | VII. KELEMEN * 1478. május 26. † 1534. szeptember 25. (56 év)             | 219. 1523–1534 XI. 26. IX. 26. (10 év, 10 hónap)    | Papa CLEMENS Septimus Giuliano de' Medici                                     | Firenze —                   | X. Leó unokatestvére.             |
|        |       | III. PÁL * 1468. február 29. † 1549. november 10. (81 év)                 | 220. 1534–1549 X. 13. XI. 10. (15 év, ~1 hónap)     | Papa PAULUS Tertius Alessandro Farnese                                        | Canino —                    |                                   |
|        |       | III. GYULA * 1487. szeptember 10. † 1555. március 23. (67 év)             | 221. 1550–1555 II. 7. III. 23. (5 év, 1 hónap)      | Papa IULIUS Tertius Giovanni Maria Ciocchi del Monte; Giovan Maria Giocci     | Monte San Savino —          |                                   |
|        |       | II. MARCELL * 1501. május 6. † 1555. május 1. (53 év)                     | 222. 1555 IV. 9. V. 1. (22 nap)                     | Papa MARCELLUS Secundus Marcello Cervini; Marcellus Corvini                   | Montefano —                 |                                   |
|        |       | IV. PÁL C.R.T. * 1476. június 28. † 1559. augusztus 18. (83 év)           | 223. 1555–1559 V. 23. VIII. 18. (4 év, ~3 hónap)    | Papa PAULUS Quartus Giovanni Pietro Carafa; Gianni Carafa                     | Capriglia Irpina —          |                                   |
|        |       | IV. PIUSZ * 1499. március 31. † 1565. december 9. (66 év)                 | 224. 1559–1565 XII. 25. XII. 9. (5 év, 11 hónap)    | Papa PIUS Quartus Giovanni Angelo de'Medici                                   | Milánó —                    |                                   |
|        |       | SZENT V. PIUSZ O.P. * 1504. január 17. † 1572. május 1. (68 év)           | 225. 1566–1572 I. 7. V. 1. (6 év, ~4 hónap)         | Papa PIUS Quintus Michele Ghislieri; Antonio Ghislieri                        | Bosco Marengo április 30.   |                                   |
|        |       | XIII. GERGELY * 1502. január 7. † 1585. április 10. (83 év)               | 226. 1572–1585 V. 13. IV. 10. (12 év, ~11 hónap)    | Papa GREGORIUS Tertius Decimus Ugo Buoncampagni; Ugo Buoncampagno             | Bologna —                   |                                   |
|        |       | V. SZIXTUSZ O.F.M. * 1520. december 13. † 1590. augusztus 27. (69 év)     | 227. 1585–1590 IV. 24. VIII. 27. (5 év, 4 hónap)    | Papa XYSTUS Quintus Felice Perretti                                           | Grottammare —               |                                   |
|        |       | VII. ORBÁN * 1521. augusztus 4. † 1590. szeptember 27. (69 év)            | 228. 1590 IX. 15. IX. 27. (12 nap)                  | Papa URBANUS Septimus Giovanni Battista Castagna                              | Róma —                      |                                   |
|        |       | XIV. GERGELY * 1535. február 11. † 1591. október 16. (56 év)              | 229. 1590–1591 XII. 5. X. 16. (10 hónap)            | Papa GREGORIUS Quartus Decimus Niccolo Sfondrati; Niccolo Sfondrato           | Somma Lombardo —            |                                   |
|        |       | IX. INCE * 1519. július 20. † 1591. december 30. (72 év)                  | 230. 1591 X. 29. XII. 30. (2 hónap)                 | Papa INNOCENTIUS Nonus Giovanni Antonio Facchinetti; Gian Antonio Facchinetti | Bologna —                   |                                   |
|        |       | VIII. KELEMEN * 1536. február 24. † 1605. március 3. (69 év)              | 231. 1591–1605 I. 30. III. 3. (14 év, 1 hónap)      | Papa CLEMENS Octavus Ippolito Aldobrandini                                    | Fano —                      | Az 1593-as Szent Liga szervezője. |
|        |       | XI. LEÓ * 1535. június 2. † 1605. április 27. (69 év)                     | 232. 1605 IV. 1. IV. 27. (26 nap)                   | Papa LEO Undecimus Alessandro Ottaviano de' Medici                            | Firenze —                   |                                   |
|        |       | V. PÁL * 1552. szeptember 17. † 1621. január 28. (68 év)                  | 233. 1605–1621 V. 16. I. 28. (15 év, 7 hónap)       | Papa PAULUS Quintus Camillo Borghese                                          | Róma —                      |                                   |
|        |       | XV. GERGELY * 1554. január 9. † 1623. július 8. (69 év)                   | 234. 1621–1623 II. 9. VII. 8. (2 év, ~5 hónap)      | Papa GREGORIUS Quintus Decimus Alessandro Ludovisi; Alessandro Ludovisio      | Bologna —                   |                                   |
|        |       | VIII. ORBÁN * 1568. április 5. † 1644. július 29. (76 év)                 | 235. 1623–1644 VIII. 6. VII. 29. (~21 év)           | Papa URBANUS Octavus Maffeo Barberini                                         | Firenze —                   |                                   |

#### Polgáriasodás,felvilágosodás(1644–1958)
| Portré                | Címer | Magyar név és Szerzetesrend                                                 | Pontifikátus                                        | Latin és Eredeti név                                                           | Származási hely és Ünnepnap | Egyéb és Ellenpápa |
| --------------------- | ----- | --------------------------------------------------------------------------- | --------------------------------------------------- | ------------------------------------------------------------------------------ | --------------------------- | --- |
|                       |       | X. INCE * 1574. május 6. † 1655. január 7. (80 év)                          | 236. 1644–1655 IX. 16. I. 7. (10 év, ~4 hónap)      | Papa INNOCENTIUS Decimus Giovanni Battista Pamphili                            | Róma —                      | |
|                       |       | VII. SÁNDOR * 1599. február 13. † 1667. május 22. (68 év)                   | 237. 1655–1667 IV. 7. V. 22. (12 év, 1 hónap)       | Papa ALEXANDER Septimus Fabio Chigi                                            | Siena —                     | |
|                       |       | IX. KELEMEN * 1600. január 28. † 1669. december 9. (69 év)                  | 238. 1667–1669 VI. 20. XII. 9. (2 év, 5 hónap)      | Papa CLEMENS Nonus Giulio Rospigliosi                                          | Pistoia —                   | |
|                       |       | X. KELEMEN * 1590. július 13. † 1676. július 22. (86 év)                    | 239. 1670–1676 IV. 29. VII. 22. (6 év, ~3 hónap)    | Papa CLEMENS Decimus Emilio Altieri                                            | Róma —                      | |
|                       |       | BOLDOG XI. INCE * 1611. május 16. † 1689. augusztus 12. (78 év)             | 240. 1676–1689 IX. 21. VIII. 11. (12 év, ~11 hónap) | Papa INNOCENTIUS Undecimus Benedetto Odescalchi                                | Como augusztus 12.          | Az 1684-es Szent Liga szervezője. |
|                       |       | VIII. SÁNDOR * 1610. április 22. † 1691. február 1. (80 év)                 | 241. 1689–1691 X. 6. II. 1. (1 év, ~4 hónap)        | Papa ALEXANDER Octavus Pietro Vitto Ottoboni                                   | Velence —                   | |
|                       |       | XII. INCE * 1615. március 13. † 1700. szeptember 27. (85 év)                | 242. 1691–1700 VII. 12. IX. 27. (9 év, 2 hónap)     | Papa INNOCENTIUS Duodecimus Antonio Pignatelli                                 | Spinazzola —                | |
|                       |       | XI. KELEMEN * 1649. július 23. † 1721. március 19. (71 év)                  | 243. 1700–1721 XI. 23. III. 19. (20 év, ~4 hónap)   | Papa CLEMENS Undecimus Giovanni Francesco Albani                               | Urbino —                    | |
|                       |       | XIII. INCE * 1655. május 13. † 1724. március 7. (68 év)                     | 244. 1721–1724 V. 8. III. 7. (2 év, ~10 hónap)      | Papa INNOCENTIUS Tertius Decimus Michelangelo dei Conti                        | Poli —                      | |
|                       |       | XIII. BENEDEK O.P. * 1649. február 2. † 1730. február 21. (81 év)           | 245. 1724–1730 V. 27. II. 21. (5 év, ~9 hónap)      | Papa BENEDICTUS Tertius Decimus Vincenzo Marco Orsini                          | Gravina in Puglia —         | |
|                       |       | XII. KELEMEN * 1652. április 7. † 1740. február 6. (87 év)                  | 246. 1730–1740 VII. 12. II. 6. (9 év, ~7 hónap)     | Papa CLEMENS Duodecimus Lorenzo Corsini                                        | Firenze —                   | |
|                       |       | XIV. BENEDEK * 1675. március 31. † 1758. május 3. (83 év)                   | 247. 1740–1758 VIII. 17. V. 3. (17 év, 8 hónap)     | Papa BENEDICTUS Quartus Decimus Prospero Lorenzo Lambertini                    | Bologna —                   | |
|                       |       | XIII. KELEMEN * 1693. március 7. † 1769. február 2. (75 év)                 | 248. 1758–1769 VII. 6. II. 2. (10 év, ~7 hónap)     | Papa CLEMENS Tertius Decimus Carlo della Torre Rezzonico                       | Velence —                   | |
|                       |       | XIV. KELEMEN O.F.M.Conv. * 1705. október 31. † 1774. szeptember 22. (68 év) | 249. 1769–1774 V. 19. IX. 22. (5 év, 4 hónap)       | Papa CLEMENS Quartus Decimus Giovanni Vincenzo Antonio Ganganelli              | Santarcangelo di Romagna —  | |
|                       |       | VI. PIUSZ * 1717. december 27. † 1799. augusztus 29. (81 év)                | 250. 1775–1799 II. 15. VIII. 29. (24 év, 6 hónap)   | Papa PIUS Sextus Giovanni Angelo Braschi                                       | Emilia-Romagna —            | |
| Interregnum 1799–1800 |       |                                                                             |                                                     |                                                                                |                             | |
|                       |       | VII. PIUSZ O.S.B. * 1742. augusztus 14. † 1823. augusztus 20. (81 év)       | 251. 1800–1823 III. 14. VIII. 20. (23 év, 5 hónap)  | Papa PIUS Septimus Barnaba Chiaramonti                                         | Cesena —                    | 1804. december 2-án jelen volt Napóleon császárrá koronázásán. |
|                       |       | XII. LEÓ * 1760. augusztus 22. † 1829. február 10. (68 év)                  | 252. 1823–1829 IX. 28. II. 10. (5 év, 4 hónap)      | Papa LEO Duodecimus Annibale della Genga                                       | Genga —                     | |
|                       |       | VIII. PIUSZ * 1761. november 20. † 1830. november 30. (69 év)               | 253. 1829–1830 III. 31. XI. 30. (1 év, ~8 hónap)    | Papa PIUS Octavus Francesco Xaverio Castiglione; Francesco Saverio Castigliani | Cingoli —                   | |
|                       |       | XVI. GERGELY O.S.B.Cam. * 1765. szeptember 18. † 1846. június 1. (80 év)    | 254. 1831–1846 II. 2. VI. 1. (15 év, ~4 hónap)      | Papa GREGORIUS Sextus Decimus Bartolommeo Alberto Cappellari                   | Belluno —                   | |
|                       |       | BOLDOG IX. PIUSZ * 1792. május 13. † 1878. február 7. (85 év)               | 255. 1846–1878 VI. 16. II. 7. (31 év, 7 hónap)      | Papa PIUS Nonus Giovanni Maria Mastai-Ferretti gróf                            | Sinigaglia február 7.       | Ő nyitotta meg 1869-ben az első vatikáni zsinatot Az ő uralkodása alatt, 1870-ben olasz királyi csapatok elfoglalták Rómát, a pápát lemondatták a pápai államról a királyi Olaszország javára. |
|                       |       | XIII. LEÓ * 1810. március 2. † 1903. július 20. (93 év)                     | 256. 1878–1903 II. 20. VII. 20. (25 év, 5 hónap)    | Papa LEO Tertius Decimus Gioacchino Vincenzo Raffaele Luigi Pecci              | Carpineto Romano —          | A pápák sorában ő szólalt fel először a munkások jogaiért 1891-es Rerum novarum kezdetű enciklikájában.                                                                                        |
|                       |       | SZENT X. PIUSZ * 1835. június 2. † 1914. augusztus 20. (79 év)              | 257. 1903–1914 VIII. 4. VIII. 20. (11 év)           | Papa PIUS Decimus Giuseppe Melchiorre Sarto                                    | Riese augusztus 21.         | |
|                       |       | XV. BENEDEK * 1854. november 21. † 1922. január 22. (67 év)                 | 258. 1914–1922 IX. 3. I. 22. (7 év, 4 hónap)        | Papa BENEDICTUS Quintus Decimus Giacomo della Chiesa                           | Genova —                    | Ő adta ki az első egységes kánonjogi kódexet. |
|                       |       | XI. PIUSZ * 1857. május 31. † 1939. február 10. (81 év)                     | 259. 1922–1939 II. 6. II. 10. (17 év)               | Papa PIUS Undecimus Achille Ratti                                              | Milánó —                    | Ő írta alá a lateráni egyezményt Olaszországgal, létrehozva a független Vatikán államot. |
|                       |       | XII. PIUSZ * 1876. március 2. † 1958. október 9. (82 év)                    | 260. 1939–1958 III. 2. X. 9. (19 év, 7 hónap)       | Papa PIUS Duodecimus Maria Giuseppe Giovanni Eugenio Pacelli                   | Róma —                      | Bíborosként Magyarországon is járt a 34. Eucharisztikus világkongresszus alkalmával, XI. Pius pápát képviselve.                                                                                |

#### 1958–tól napjainkig
| Portré | Címer | Magyar név és Szerzetesrend                                            | Pontifikátus                                     | Latin és Eredeti név                                              | Származási hely és Ünnepnap               | Egyéb és Ellenpápa |
| ------ | ----- | ---------------------------------------------------------------------- | ------------------------------------------------ | ----------------------------------------------------------------- | ----------------------------------------- | --- |
|        |       | SZENT XXIII. JÁNOS * 1881. november 25. † 1963. június 3. (81 év)      | 261. 1958–1963 X. 28. VI. 3. (4 év, 7 hónap)     | Papa IOANNES Vicesimus Tertius Angelo Giuseppe Roncalli           | Sotto il Monte október 11.                | Ő nyitotta meg a második vatikáni zsinatot. |
|        |       | SZENT VI. PÁL * 1897. szeptember 26. † 1978. augusztus 6. (80 év)      | 262. 1963–1978 VI. 21. VIII. 6. (15 év, 1 hónap) | Papa PAULUS Sextus Giovanni Battista Enrico Antonio Maria Montini | Concesio szeptember 26.                   | Az első pápa, aki ellátogatott a Szentföldre. |
|        |       | BOLDOG I. JÁNOS PÁL * 1912. október 17. † 1978. szeptember 28. (65 év) | 263. 1978 VIII. 26. IX. 28. (1 hónap)            | Papa IOANNES PAULUS Primus Albino Luciani                         | Forno di Canale augusztus 26.             | Az első olyan pápa, aki az Első jelzőt használta felvett nevében. |
|        |       | SZENT II. JÁNOS PÁL * 1920. május 18. † 2005. április 2. (84 év)       | 264. 1978–2005 X. 16. IV. 2. (26 év, 5 hónap)    | Papa IOANNES PAULUS Secundus Karol Józef Wojtyła                  | lengyel, Wadowice október 22.             | Az első lengyel pápa, és 1523 óta az első nem olasz pápa. |
|        |       | XVI. BENEDEK * 1927. április 16. † 2022. december 31. (95 év)          | 265. 2005–2013 IV. 19. II. 28. (7 év, 10 hónap)  | Papa BENEDICTUS Sextus Decimus Joseph Aloisius Ratzinger          | német, Marktl (Felső-Bajorország) —       | 2006-ban elhagyta a „Nyugat pátriárkája” örökös pápai címet, 2013-ban lemondott a pápai trónról. |
|        |       | FERENC S.J. * 1936. december 17. † 2025. április 21. (88 év)           | 266. 2013–2025 III. 13. IV. 21. (12 év, 1 hónap) | Papa FRANCISCUS Jorge Mario Bergoglio                             | olasz származású argentin, Buenos Aires — | Az első pápa, akit a déli féltekéről, és az első, akit az amerikai kontinensről választottak meg, valamint az első jezsuita pápa. Illetve az utóbbi több mint ezer esztendőben az egyetlen pápa, aki olyan nevet vett fel, amit korábban egyetlen elődje sem (I. János Pált leszámítva). |
|        |       | XIV. LEÓ O.S.A. * 1955. szeptember 14.                                 | 267. 2025– V. 8.                                 | Papa LEO Quartus Decimus Robert Francis Prevost                   | amerikai, Chicago —                       | Amerikai-perui kettős állampolgár. Az első észak-amerikai pápa, a második az amerikai kontinensről, az első pápa az egyesül államokból. A második angol nyelvű országból származó pápa; az első IV. Adorján (1154–1159) óta.                                                             |

## Általános megjegyzések
- Dátumok:
  - A pontifikátus dátuma a megválasztást tartja szem előtt, de ahol ez nem ismert, ott értelemszerűen a beiktatástól kezdődnek az évek.
  - A születési dátumok az első évezredben ritkán ismertek. (A táblázatban csak a nagyon valószínű évszámok szerepelnek ebben az időszakban.) A 11. századtól kezdenek gyakrabban megjelenni, a 13. századtól hozzávetőlegesen meghatározhatók, a 15. századtól pedig már napra pontosan is.
  - Az életkoroknál a betöltött évek vannak feltüntetve. A pontifikátusnál a betöltött évek és hónapok szerepelnek. Ahol hullám-jel (~) van, ott majdnem betöltötte az adott személy az adott évet/hónapot.
- Pápai cím: az itt felsorolt személyek a 4. századig Róma püspökei voltak, világi hatalommal pedig csak a 8. századtól rendelkeztek.[megj. 1]
- Pápa vagy ellenpápa: bizonyos személyek (pl. II. Félix, Kristóf, VII. Bonifác, XVI. János) pápasága vitatható, ezeket a szaktudomány ma az ellenpápák közé sorolja.
- 120. pápa nem létezik, ugyanis korábban a fent említett Kristófot tekintették annak.
- Nevek sorszámozása: néhány pápanév sorszámozása – különböző okok miatt – eltér a szokásostól, tehát:
  - 1. Mártonok (Martinus):
    - I. Márton (pápa: 649–653)
    - II. Márton (pápa: 882–884) = I. Marinus(z)
    - III. Márton (pápa: 942–946) = II. Marinus(z)
    - IV. Márton (pápa: 1281–1285)
    - V. Márton (pápa: 1417–1431)

  - 2. Istvánok: bizonytalan, hogy a 752-ben megválasztása után 3 nappal – beiktatás nélkül – elhunyt II. Istvánt beszámítják-e a pápák közé. Utóda III. István ezért II. Istvánként is szerepel bizonyos forrásmunkákban. A Wikipédia mind a két sorszámot feltünteti a későbbi István pápáknál. (pl. II. (III.) István)
  - 3. Félixek: bizonytalanság a fent említett II. Félix ellenpápa miatt. (Ebben a listában nem szerepel II. Félix pápa.)
  - 4. Jánosok:
    - XVI. János nincs (a korábbi ellenpápát tekintették annak, ld. fent)
    - XX. János sincs: középkori legenda szerint IV. Leó (pápa: 847–855) és III. Benedek (pápa: 855–858) között beiktattak egy VIII. János pápát (a híres, magát férfiként feltüntető Johanna nőpápát), ezzel a Jánosok sorszáma eltolódott eggyel. E legendát szem előtt tartva vette fel az 1277-ben megválasztott Pietro Juliani a XXI. János nevet. Később a számozást visszaigazították (Johannát elhagyva), de csak XIX. Jánosig. XXI. Jánost már nem számozták át.

  - 5. Bonifácok: VII. Bonifác nincs (a korábbi ellenpápát tekintették annak, ld. fent)
- Szerzetes pápák: az adatok hiányossága miatt bizonytalalan a számuk: a 266 pápából körülbelül (az élete végén szerzetesként szereplő XVIII. Jánost nem számítva) 49 pápáról tudott/valószínű, hogy szerzetes volt. A következő rendekből kerültek ki: bencés, bazilita, ciszterci, ferences (és minorita), domonkos, ágoston-rendi, kamalduli, celesztinus, teatinus és Ferenc pápával jezsuita.

## Statisztikai táblázatok

### Pápák szerzetesrend szerint
| Rend               | Név               | Pontifikátus | Megjegyzés                            |
| ------------------ | ----------------- | ------------ | ------------------------------------- |
| Bencések (29)      | I. Gergely        | 590–604      |                                       |
| Bencések (29)      | IV. Bonifác       | 608–615      |                                       |
| Bencések (29)      | II. Adeodát       | 672–676      |                                       |
| Bencések (29)      | II. Leó           | 681–683      |                                       |
| Bencések (29)      | VI. János         | 701–705      |                                       |
| Bencések (29)      | III. Gergely      | 731–741      |                                       |
| Bencések (29)      | Zakariás          | 741–752      |                                       |
| Bencések (29)      | III. (IV.) István | 768–772      |                                       |
| Bencések (29)      | III. Leó          | 795–816      |                                       |
| Bencések (29)      | I. Paszkál        | 817–824      |                                       |
| Bencések (29)      | IV. Gergely       | 827–844      |                                       |
| Bencések (29)      | IV. Leó           | 847–855      |                                       |
| Bencések (29)      | III. Adorján      | 884–885      |                                       |
| Bencések (29)      | IX. János         | 898–900      |                                       |
| Bencések (29)      | VII. Leó          | 936–939      |                                       |
| Bencések (29)      | VI. Benedek       | 973–974      |                                       |
| Bencések (29)      | II. Szilveszter   | 999–1003     |                                       |
| Bencések (29)      | XVIII. János      | 1003–1009    | Csak halála előtt lett szerzetes.     |
| Bencések (29)      | IX. (X.) István   | 1057–1058    |                                       |
| Bencések (29)      | VII. Gergely      | 1073–1085    |                                       |
| Bencések (29)      | III. Viktor       | 1086–1087    |                                       |
| Bencések (29)      | II. Orbán         | 1088–1099    |                                       |
| Bencések (29)      | II. Paszkál       | 1099–1118    |                                       |
| Bencések (29)      | II. Geláz         | 1118–1119    |                                       |
| Bencések (29)      | IV. Sándor        | 1254–1261    |                                       |
| Bencések (29)      | III. Miklós       | 1277–1280    |                                       |
| Bencések (29)      | VI. Kelemen       | 1342–1352    |                                       |
| Bencések (29)      | V. Orbán          | 1362–1370    |                                       |
| Bencések (29)      | VII. Piusz        | 1800–1823    |                                       |
| Ciszterciek (5)    | III. Jenő         | 1145–1153    |                                       |
| Ciszterciek (5)    | III. Luciusz      | 1181–1185    |                                       |
| Ciszterciek (5)    | IV. Celesztin     | 1241         |                                       |
| Ciszterciek (5)    | X. Gergely        | 1271–1276    |                                       |
| Ciszterciek (5)    | XI. Benedek       | 1334–1342    |                                       |
| Domonkosok (4)     | V. Ince           | 1276         |                                       |
| Domonkosok (4)     | XI. Benedek       | 1303–1304    |                                       |
| Domonkosok (4)     | V. Piusz          | 1566–1572    |                                       |
| Domonkosok (4)     | XIII. Benedek     | 1724–1730    |                                       |
| Ferences rend (4)  | IV. Miklós        | 1288–1292    |                                       |
| Ferences rend (4)  | IV. Szixtusz      | 1471–1484    | Minorita.                             |
| Ferences rend (4)  | V. Szixtusz       | 1585–1590    |                                       |
| Ferences rend (4)  | XIV. Kelemen      | 1769–1774    | Minorita.                             |
| Ágoston-rend (3)   | III. Adorján      | 1154–1159    |                                       |
| Ágoston-rend (3)   | IV. Jenő          | 1431–1447    |                                       |
| Ágoston-rend (3)   | XIV. Leó          | 2025–        |                                       |
| Baziliták (1)      | Agaton            | 678–681      |                                       |
| Celesztinusok (1)  | V. Celesztin      | 1294         |                                       |
| Teatinus Rend (1)  | IV. Pál           | 1555–1559    |                                       |
| Kamalduli rend (1) | XVI. Gergely      | 1831–1846    |                                       |
| Jezsuita rend (1)  | Ferenc            | 2013–2025    |                                       |
| szerzetes          | I. Celesztin      | 422–432      | Még nem voltak ekkor szerzetesrendek. |

### Legmagasabb életkorú és leghosszabb pontifikátusi idejű pápák

#### Legalább 90 (betöltött) évet megért pápák
| Század                                  | N                              | Pápa                           | Élete                                | Életkor                        |
| --------------------------------------- | ------------------------------ | ------------------------------ | ------------------------------------ | ------------------------------ |
| I–V. század (?)                         | nem ismertek az életkor adatai | nem ismertek az életkor adatai | nem ismertek az életkor adatai       | nem ismertek az életkor adatai |
| VI–X. század (2) (Hiányosak az adatok.) | 1.                             | Agaton                         | 577/578–681. január 10.              | kb. 103 év                     |
| VI–X. század (2) (Hiányosak az adatok.) | 7./8.                          | VI. Bonifác                    | 805. december 13.–896. április 26.   | 90 év                          |
| XI–XV. század (4)                       | 3.                             | II. Honoriusz                  | 1036–1130. február 13.               | 94 év                          |
| XI–XV. század (4)                       | 5.                             | III. Celesztin                 | 1106–1198. január 8.                 | 92 év                          |
| XI–XV. század (4)                       | 7./8.                          | XXII. János                    | 1244–1334. december 6.               | 90 év                          |
| XI–XV. század (4)                       | 6.                             | XII. Gergely                   | 1326/1327–1417. október 18.          | 90/91 év                       |
| XVI–XXI. század (2)                     | 4.                             | XIII. Leó                      | 1810. március 2.–1903. július 20.    | 93 év                          |
| XVI–XXI. század (2)                     | 2.                             | XVI. Benedek                   | 1927. április 26.–2022. december 31. | 95 év                          |

#### Legalább 20 (betöltött) évig uralkodott pápák
| Század              | N   | Pápa           | Pontifikátus                            | Évei                   |
| ------------------- | --- | -------------- | --------------------------------------- | ---------------------- |
| I–V. század (3)     | 1.  | Péter apostol  | 33–67. június 29.                       | 34 év                  |
| I–V. század (3)     | 9.  | I. Szilveszter | 314. január 31.–335. december 31.       | 21 év, 11 hónap        |
| I–V. század (3)     | 13. | I. Leó         | 440. szeptember 29.–461. november 10.   | 20 év, 1 hónap         |
| VI–X. század (2)    | 6.  | I. Adorján     | 772. február 1.–795. december 25.       | 23 év, 10 hónap        |
| VI–X. század (2)    | 11. | III. Leó       | 795. december 26.–816. június 12.       | 20 év, 5 hónap         |
| XI–XV. század (1)   | 8.  | III. Sándor    | 1159. szeptember 7.–1181. augusztus 30. | majdnem 22 év          |
| XVI–XXI. század (7) | 10. | VIII. Orbán    | 1623. augusztus 6.–1644. július 29.     | majdnem 21 év          |
| XVI–XXI. század (7) | 12. | XI. Kelemen    | 1700. november 23.–1721. március 19.    | 20 év, majdnem 4 hónap |
| XVI–XXI. század (7) | 5.  | VI. Piusz      | 1775. február 15.–1799. augusztus 27.   | 24 év, 6 hónap         |
| XVI–XXI. század (7) | 7.  | VII. Piusz     | 1800. március 14.–1823. augusztus 20.   | 23 év, 5 hónap         |
| XVI–XXI. század (7) | 2.  | IX. Piusz      | 1846. június 16.–1878. február 7.       | 31 év, 6 hónap         |
| XVI–XXI. század (7) | 4.  | XIII. Leó      | 1878. február 20.–1903. július 20.      | 25 év, 5 hónap         |
| XVI–XXI. század (7) | 3.  | II. János Pál  | 1978. október 16.–2005. április 2.      | 26 év, 5 hónap         |

### Szentté avatott/szentként tisztelt és boldoggá avatott pápák

#### Szent pápák
| Század             | Szent N                                                    | N                                                          | Pápa                                                       | Pontifikátus                                               |
| ------------------ | ---------------------------------------------------------- | ---------------------------------------------------------- | ---------------------------------------------------------- | ---------------------------------------------------------- |
| I–V. század (49)   | 33-tól 496-ig az összes pápát (1–49.) szentként tisztelik. | 33-tól 496-ig az összes pápát (1–49.) szentként tisztelik. | 33-tól 496-ig az összes pápát (1–49.) szentként tisztelik. | 33-tól 496-ig az összes pápát (1–49.) szentként tisztelik. |
| VI–X. század (26)  | 50.                                                        | 51.                                                        | Szümmakhosz                                                | 498–514                                                    |
| VI–X. század (26)  | 51.                                                        | 52.                                                        | Hormiszdasz                                                | 514–523                                                    |
| VI–X. század (26)  | 52.                                                        | 53.                                                        | I. János                                                   | 523–526                                                    |
| VI–X. század (26)  | 53.                                                        | 54.                                                        | IV. Félix                                                  | 526–530                                                    |
| VI–X. század (26)  | 54.                                                        | 57.                                                        | I. Agapét                                                  | 535–536                                                    |
| VI–X. század (26)  | 55.                                                        | 58.                                                        | Szilvériusz                                                | 536–537                                                    |
| VI–X. század (26)  | 56.                                                        | 64.                                                        | I. Gergely                                                 | 590–604                                                    |
| VI–X. század (26)  | 57.                                                        | 67.                                                        | IV. Bonifác                                                | 608–615                                                    |
| VI–X. század (26)  | 58.                                                        | 68.                                                        | I. Adeodát                                                 | 615–618                                                    |
| VI–X. század (26)  | 59.                                                        | 74.                                                        | I. Márton                                                  | 649–653                                                    |
| VI–X. század (26)  | 60.                                                        | 75.                                                        | I. Jenő                                                    | 654–657                                                    |
| VI–X. század (26)  | 61.                                                        | 76.                                                        | Vitaliánusz                                                | 657–672                                                    |
| VI–X. század (26)  | 62.                                                        | 79.                                                        | Agaton                                                     | 678–681                                                    |
| VI–X. század (26)  | 63.                                                        | 80.                                                        | II. Leó                                                    | 681–683                                                    |
| VI–X. század (26)  | 64.                                                        | 81.                                                        | II. Benedek                                                | 684–685                                                    |
| VI–X. század (26)  | 65.                                                        | 84.                                                        | I. Szergiusz                                               | 687–701                                                    |
| VI–X. század (26)  | 66.                                                        | 89.                                                        | II. Gergely                                                | 715–731                                                    |
| VI–X. század (26)  | 67.                                                        | 90.                                                        | III. Gergely                                               | 731–741                                                    |
| VI–X. század (26)  | 68.                                                        | 91.                                                        | Zakariás                                                   | 741–752                                                    |
| VI–X. század (26)  | 69.                                                        | 92.                                                        | II. István                                                 | 752                                                        |
| VI–X. század (26)  | 70.                                                        | 94.                                                        | I. Pál                                                     | 757–767                                                    |
| VI–X. század (26)  | 71.                                                        | 97.                                                        | III. Leó                                                   | 795–816                                                    |
| VI–X. század (26)  | 72.                                                        | 99.                                                        | I. Paszkál                                                 | 817–824                                                    |
| VI–X. század (26)  | 73.                                                        | 104.                                                       | IV. Leó                                                    | 847–855                                                    |
| VI–X. század (26)  | 74.                                                        | 106.                                                       | I. Miklós                                                  | 858–867                                                    |
| VI–X. század (26)  | 75.                                                        | 110.                                                       | III. Adorján                                               | 884–885                                                    |
| XI–XV. század (3)  | 76.                                                        | 152.                                                       | IX. Leó                                                    | 1048–1054                                                  |
| XI–XV. század (3)  | 77.                                                        | 157.                                                       | VII. Gergely                                               | 1073–1085                                                  |
| XI–XV. század (3)  | 78.                                                        | 192.                                                       | V. Celesztin                                               | 1294                                                       |
| XVI–XX. század (2) | 79.                                                        | 225.                                                       | V. Piusz                                                   | 1566–1572                                                  |
| XVI–XX. század (2) | 80.                                                        | 257.                                                       | X. Piusz                                                   | 1903–1914                                                  |
| XXI. század (3)    | 81.                                                        | 261.                                                       | XXIII. János                                               | 1958–1963                                                  |
| XXI. század (3)    | 82.                                                        | 262.                                                       | VI. Pál                                                    | 1963–1978                                                  |
| XXI. század (3)    | 83.                                                        | 264.                                                       | II. János Pál                                              | 1978–2005                                                  |

#### Boldog pápák
| Század              | Boldog N | N     | Pápa         | Pontifikátus |
| ------------------- | -------- | ----- | ------------ | ------------ |
| I–V. század         | nincs    | nincs | nincs        | nincs        |
| VI–X. század        | nincs    | nincs | nincs        | nincs        |
| XI–XV. század (7)   | 1.       | 158.  | III. Viktor  | 1086–1087    |
| XI–XV. század (7)   | 2.       | 159.  | II. Orbán    | 1088–1099    |
| XI–XV. század (7)   | 3.       | 167.  | III. Jenő    | 1145–1153    |
| XI–XV. század (7)   | 4.       | 184.  | X. Gergely   | 1270–1276    |
| XI–XV. század (7)   | 5.       | 185.  | V. Ince      | 1276         |
| XI–XV. század (7)   | 6.       | 194.  | XI. Benedek  | 1303–1304    |
| XI–XV. század (7)   | 7.       | 200.  | V. Orbán     | 1362–1370    |
| XVI–XXI. század (3) | 8.       | 240.  | XI. Ince     | 1676–1689    |
| XVI–XXI. század (3) | 9.       | 255.  | IX. Piusz    | 1846–1878    |
| XVI–XXI. század (3) | 10.      | 263.  | I. János Pál | 1978         |

### Nem halálukig pontifikáló pápák
| Század              | n.h.p. N | N    | Pápa         | Pontifikátus                                 | Megjegyzés                            |
| ------------------- | -------- | ---- | ------------ | -------------------------------------------- | ------------------------------------- |
| I–V. század (1)     | 1.       | 31.  | Euszebiosz   | pápa: 309-ben, †310                          | Száműzték.                            |
| VI–X. század (6)    | 2.       | 58.  | Szilvériusz  | pápa: 536–537, †537                          | Száműzték.                            |
| VI–X. század (6)    | 3.       | 74.  | I. Márton    | pápa: 649–653, †655                          | Száműzték.                            |
| VI–X. század (6)    | 4.       | 119. | V. Leó       | pápa: 903-ban, †904                          | Elűzték.                              |
| VI–X. század (6)    | 5.       | 124. | X. János     | pápa: 914–928, †929                          | Trónfosztották.                       |
| VI–X. század (6)    | 6.       | 132. | XII. János   | pápa: 955–963, †964                          | Megfosztották.                        |
| VI–X. század (6)    | 7.       | 134. | V. Benedek   | pápa: 964-ben, †966                          | Lemondatták.                          |
| XI–XV. század (4)   | 8.       | 147. | IX. Benedek  | pápa: 1032–1044, 1045, 1047–1048, †1055/1085 | Egyszer elűzték, kétszer lemondatták. |
| XI–XV. század (4)   | 9.       | 149. | VI. Gergely  | pápa: 1045–1046, †1047                       | Lemondatták.                          |
| XI–XV. század (4)   | 10.      | 192. | V. Celesztin | pápa: 1294-ben, †1296                        | Lemondott.                            |
| XI–XV. század (4)   | 11.      | 205. | XII. Gergely | pápa: 1406–1415, †1417                       | Lemondott.                            |
| XVI–XXI. század (1) | 12.      | 265. | XVI. Benedek | pápa: 2005–2013                              | Lemondott.                            |

## Érdekességek
- Johanna nőpápa – A legenda szerint 855 és 858 között egy nő ült a pápai trónon, VIII. János néven. Ez valószínűtlen, mert IV. Leó pápa halálát követően azonnal megválasztották III. Benedek pápát, ráadásul ebben az évben III. Anasztáz személyében még ellenpápa is fellépett.[13][14]
- Magyar pápajelöltek – Bakócz Tamás volt az első magyar, akinek komoly esélye volt, hogy a pápai trónra kerüljön. II. Gyula pápa halála (1513) után sokat tett ezért Rómában, de a várt siker elmaradt. A második magyar esélyesnek 2013-ban Erdő Pétert tartotta a témával foglalkozó sajtó, de egy meg nem nevezett bíboros által kiszivárogtatott 2013-as pápaválasztási adatok alapján a valódi esélyes végig a címet végül elnyert Jorge Mario Bergoglio argentin bíboros volt.[15][16][17] 2025-ben szintén Erdő Pétert tartotta az egyik esélyesnek a sajtó.[18]
- Akiből majdnem pápa lett – Giuseppe Siri genovai bíboros érsekből (1906–1989) négy konklávén is majdnem pápa lett (1958, 1963, 1978). Sőt egyes elméletek szerint 1958-ban már meg is választották volna pápának XVII. Gergely néven (fehér füst szállt fel), ám végül ott helyben lemondani kényszerült.[19][20][21]
- A lemondó pápa – XII. Gergely (1415) óta XVI. Benedek az első pápa, aki lemondott.[22]
- Afrikai pápák – Már három afrikai is ült a péteri trónon: I. Viktor pápa, Miltiadész pápa és I. Geláz pápa.[14]
- Pápai nevek A pápák az 500-as évektől kezdtek egyes esetekben saját személynevüktől eltérő pápai nevet választani (az első eset I. János pápa volt, akinek eredeti neve a pogány, római Mercurius istenséget idézte), a gyakorlat a 11. századtól terjedt el. Kizárólagossá 1555 (II. Marcell pápa) után vált.[23] Másik érdekesség a nevekkel kapcsolatban, hogy Lando pápa (914) után több, mint 1000 évvel Ferenc pápa volt az első, aki 2013-ban új nevet választott, nem valamelyik előde nevét újabb sorszámmal (leszámítva a János és Pál pápák neveiből János Pál nevet választó I. János Pál pápát.)[23]

## A pápaságról szóló magyar nyelvű irodalom időrendben
- Karcsú Antal Arzén: A római pápák történelme szent Pétertől korunkig. Müller, Hoffmann, Smets, Sandini, Kolh. Burio s egyéb kútfők nyomán. Szeged, Pest, I–VIII., 1869–1871, 290+176+203+231+200+236+277+311 p
  - → reprint kiadás: Históriaantik Könyvesház, Budapest, 2012
- Weber Gyula: A pápaság története I–XI., Köhler K. F. (Lipcse), Budapest, Lauffer V. kiadása, 1871–1872, VIII. és 186+178+151+122+158+133+163+149+195+177+161 p
- Szokoly Viktor: A pápák bűnei I-III. Mérgezéseik, mészárlásaik, orgyilkolásaik, vérfertőztetéseik és fajtalanságaik, Szerzői kiadás, Pest, 1876, 468 p
- Áldásy Antal: A nyugati nagy egyházszakadás története VI. Orbán haláláig 1378–1389, Esztergom, 1896, 566 p
  - → reprint kiadás: Históriaantik Könyvesház, Budapest, 2010
- Goyau György: A pápaság egyetemes története (ford. Kubínyi Viktor), Budapest, 1900, 232 p
- Fraknói Vilmos: Magyarország egyházi és politikai összeköttetései a római szent-székkel I–III. ([I.] A magyar királyság megalapitásától a konstanczi zsinatig 1000–1417 [II.] A konstanczi zsinattól a mohácsi vészig 1418–1526 [III.] A mohácsi vésztől Magyarországnak a török járom alól fölszabaditásáig 1526–1689), Szent-István-Társulat, Budapest, 1903, 404+489+567 p 
  - → reprint kiadás: Históriaantik Könyvesház, Budapest, 2010–2011
- Miskolczi Henrik: A pápák bünei. Mérgezéseik, mészárlásaik, orgyilkosságaik, vérfertőztetéseik és fajtalanságaik, Fritz Ármin Könyvnyomdája, Budapest, 1903, 159 p
- Chobot Ferenc: A pápák története, Rákospalota, 1909, 513 p
  - → reprint kiadás: Históriaantik Könyvesház, Budapest, 2012
- Leopold von Ranke: A pápák története (ford. Horváth Zoltán), Hungária Kiadás, Budapest, é. n. [1930-as évek?], 741 p
- Szabó Vendel: A pápaság (Kincsestár-sorozat), Magyar Szemle Társaság, Budapest, 1931, 79 p
- Tower Vilmos: A pápák szerepe hazánk megmentésében és fennmaradásában, Élet Irodalmi és Nyomda Részvénytársaság, Budapest, 1935, 368 p
- Ijjas Antal: Húsz évszázad viharában – Az egyház és a pápaság története, Magyar Írás, Budapest, 1948, 422 p
- Hangay Zoltán: A pápák könyve, Trezor Kiadó, Budapest, 1991, ISBN 963-7685-07-3, 253 p
- Gergely Jenő: A pápaság története, Kossuth Könyvkiadó, Budapest, 1999, ISBN 963-09-4105-8, 358 p
- Battista Mondin: Pápák enciklopédiája (ford. R. Vida Ilona), Szent István Társulat, Budapest, 2001, ISBN 963-361-295-0, 815 p
- Charles A. Coulombe: Krisztus helytartói – Szent Pétertől XVI. Benedekig, JLX Kiadó, Budapest, 2005, ISBN 963-305-231-9, 511 p
- P. G. Maxwell-Stuart: Pápák krónikája – A pápaság története a pápák uralkodása szerint Szent Pétertől napjainkig (ford. Zsuppán András), Móra Ferenc Ifjúsági Könyvkiadó Zrt., Budapest, 2007, ISBN 978-963-1182-65-1, 247 p
- Reinhard Barth: Pápák – Szent Pétertől XVI. Benedekig (ford. Béresi Ákos), Alexandra Kiadó, Pécs, 2010, ISBN 978-963-370-953-5, 286 p
- John W. O'Malley SJ: A pápák története – Pétertől napjainkig, Jezsuita Kiadó, Budapest, 2020, ISBN 9789634420316

## A pápák irodalmi munkássága
Róma püspökei már a kezdeti időktől kezdve nagy irodalmi munkásságot fejtettek ki, és mind hivatali, mind teológiai műveiknek jelentős része máig fennmaradt. Ezeknek a nagyrészt latin nyelvű alkotásoknak egy része – így elsősorban pápai levelek, rendeletek, nyilatkozatok – egy magyar nyelvű terjedelmes, 1500 oldalas gyűjteményben is elérhető:
- Heinrich Denzinger – Peter Hünermann: Hitvallások és az Egyház Tanítóhivatalának megnyilatkozásai (Szent István Kézikönyvek, 9. kötet), Szent István Társulat, Budapest, 2004, ISBN 9789637556111, 1500 oldal

A pápák nem hivatali, hanem tudományos, teológiai munkásságáról egyelőre még nincs magyar nyelvű mű.